# لاکهید مارتین اف-۳۵ لایتنینگ ۲
لاکهید مارتین اِف-۳۵ لایتنینگ ۲ (به انگلیسی: Lockheed Martin F-35 Lightning II)، جنگنده چندمنظوره نسل پنجم آمریکایی، تک‌سرنشین، تک‌موتوره و رادارگریز در همه شرایط آب‌وهوایی است که برای انجام ماموریت‌های برتری هوایی و تهاجمی ساخته شده و قادر به ارائه جنگ الکترونیک و قابلیت‌های اطلاعاتی، نظارتی و شناسایی است. لاکهید مارتین پیمانکار اصلی اف-۳۵ بوده و نورثروپ گرامن و بی‌ای‌ئی سیستمز شرکای اصلی آن هستند. اف-۳۵ سه مدل اصلی دارد: اف-۳۵ اِی با توان نشست و برخاست متعارف، اف-۳۵ بی با توان برخاست عمودی و نشست عمودی و اف-۳۵ سی با توان ناونشینی. در تاریخ ۳۱ ژوئیه ۲۰۱۵ نخستین گردان هوایی از جنگنده‌های اف-۳۵ پس از انجام آزمایش‌های بسیار برای به‌کارگیری در اختیار سپاه تفنگداران دریایی ایالات متحده آمریکا قرار گرفت و همچنین در ۲ اوت ۲۰۱۶ نخستین گردان هوایی از جنگنده‌های اف-۳۵ اِی (اسکادران۳۴) جهت حضور در میدان نبرد تحویل نیروی هوایی آمریکا شد.
برنامه توسعه، طراحی و تولید اِف-۳۵ در نوع خود بزرگ‌ترین و پرهزینه‌ترین پروژه در تاریخ نظامی جهان است. دولت آمریکا هزینه نهایی این پروژه را یک تریلیون دلار برآورد کرده است. آمریکا تا اکتبر ۲۰۱۸ سفارش خرید ۳٫۰۰۰ فروند اِف-۳۵ را دریافت کرد و ارتش اسرائیل و ارتش بریتانیا چند فروند آن را در اختیار دارند. ژاپن، کره جنوبی، ترکیه و ایتالیا هم از آمریکا اِف-۳۵ خریداری کرده‌اند.
اف-۳۵ نوع توسعه‌یافته هواپیمای ایکس-۳۵ است. ایکس-۳۵ هواپیمایی بود که توسط لاکهید مارتین برای رقابت در پروژه «جنگنده تهاجمی مشترک» (JSF) ساخته شد و توانست بر رقیب خود در این پروژه هواپیمای ایکس-۳۲ شرکت بوئینگ پیروز شود. اف-۳۵ توسط یک تیم صنایع هوافضا به رهبری شرکت لاکهید مارتین طراحی شده و شرکت‌های آمریکایی نورثروپ گرومن و پرت اند ویتنی و بریتانیایی بی‌ای‌ئی سیستمز از شرکای ارشد این پروژه محسوب می‌شوند. اف-۳۵ که گفته شده می‌تواند از رادارها بگریزد و شناسایی نشود در سه مدل ساخته شده است. ارزش هر جنگنده اِف-۳۵ بالغ بر تقریباً ۱۰۰ میلیون دلار برآورد می‌شود.
اف-۳۵ نخستین پرواز خود را در سال ۲۰۰۶ انجام داد و در ژوئیه ۲۰۱۵ با مدل اف-۳۵بی وارد خدمت نیروی تفنگداران دریایی ایالات متحده شد؛ سپس مدل اف-۳۵ای در اوت ۲۰۱۶ به نیروی هوایی ایالات متحده و مدل اف-۳۵سی در فوریه ۲۰۱۹ به نیروی دریایی ایالات متحده تحویل داده شد. این هواپیما برای نخستین بار در سال ۲۰۱۸ توسط نیروی هوایی اسرائیل در عملیات خانه پوشالی استفاده شد. ایالات متحده قصد دارد تا سال ۲۰۴۴ تعداد ۲٫۴۵۶ فروند اف-۳۵ خریداری کند که بخش عمده نیروی هوایی تاکتیکی خدمه نیروی هوایی، نیروی دریایی و سپاه تفنگداران دریایی ایالات متحده آمریکا را تشکیل خواهد داد. این هواپیما قرار است یکی از ارکان اصلی قدرت هوایی ناتو و متحدان ایالات متحده باشد و تا سال ۲۰۷۰ عملیاتی باقی بماند.
یکی از انتقادات اصلی به برنامه اف-۳۵ این است که با وجود هزینه آن، این هواپیما از میزان آمادگی بسیار پایینی برخوردار است. در آوریل ۲۰۲۴، مسئولان این شرکت اذعان کردند که اف-۳۵ تنها قابلیت اجرای ۵۵/۷٪ درصد از مأموریت‌های محوله را دارد.

## تاریخچه

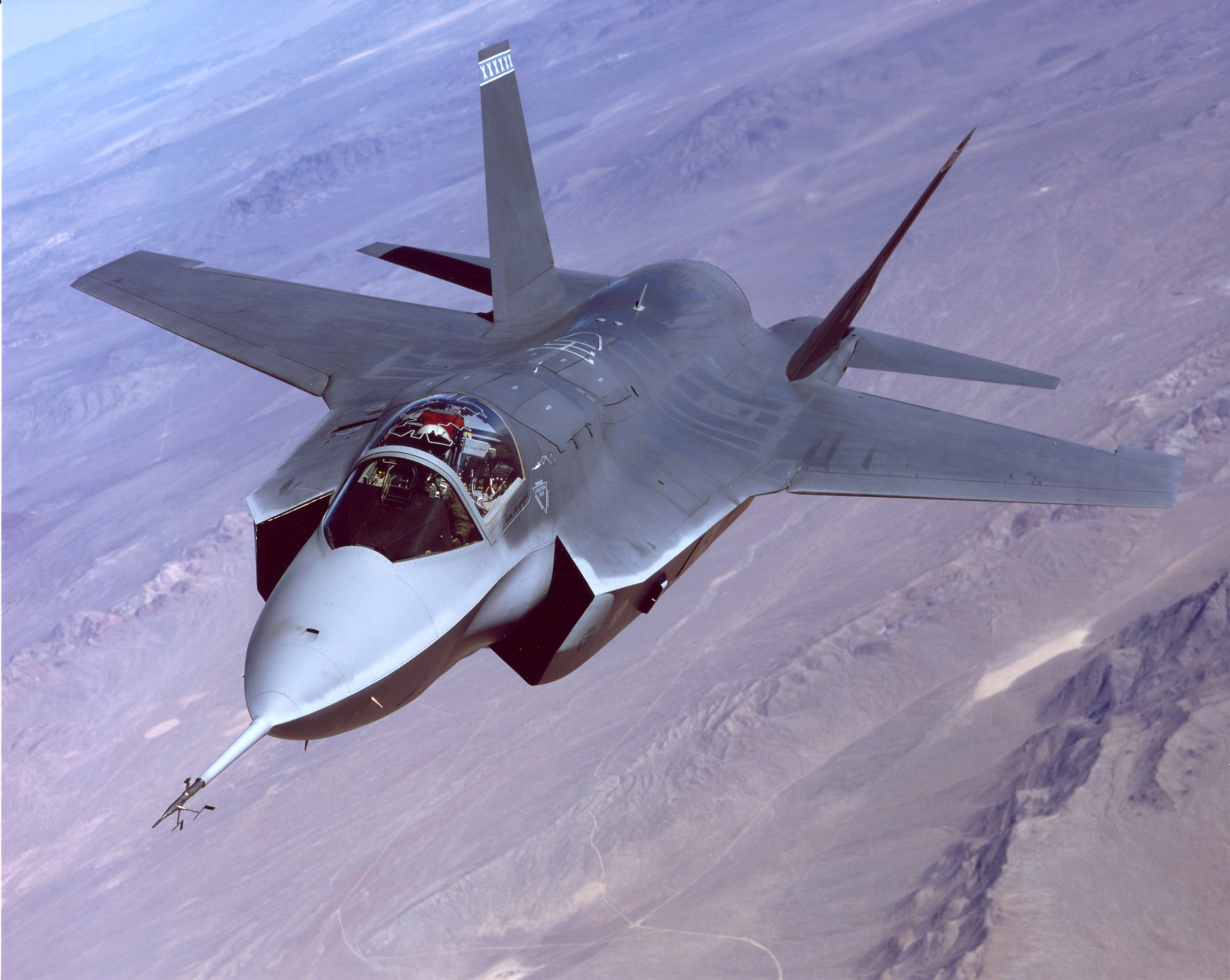
پرواز ایکس-۳۵ ای از پروژه جنگنده تهاجمی مشترک بر فراز پایگاه هوایی ادواردز. از این پیش‌نمونه تنها دو فروند آزمایشی ساخته شد.

اف-۳۵ توسعه یافته هواپیمای ایکس-۳۵ از پروژه جنگنده تهاجمی مشترک (JSF) است. پروژه جنگنده تهاجمی مشترک برنامه‌ای برای جایگزینی هواپیماهای جنگنده اف ۱۶، ای ۱۰، اف ۱۸ هورنت (شامل اف ۱۸ سوپرهورنت نمی‌شود) و جنگنده تهاجمی  هریر بود. هدف پروژه ساخت جنگنده‌هایی با ۸۰ درصد اشتراک برای کاهش هزینه‌های توسعه، تولید و عملیات بود.
سرچشمه پروژه جی‌اس‌اف را می‌توان از سال ۱۹۸۶ میلادی دانست. هنگامی که آمریکا و انگلیس به دنبال ساخت یک جنگنده فراصوت برتر بودند. اما این پروژه در سال ۱۹۹۰ رسمی شد و در زمانی که آژانس پژوهشی پروژه‌های پیشرفته دفاعی (دارپا) به دنبال یک جنگنده چندمنظوره با وزن و قیمتی پایین بود، باز هم این حرکت بسوی ساخت یک جنگنده فرا صوت کشیده شد و به همین خاطر رقابتی بین کمپانی‌های هواپیماسازی و موتورسازی در سال‌های ۱۹۹۱ تا ۱۹۹۴ برای به‌دست آوردن امتیاز ساخت این جنگنده به وجود آمد.

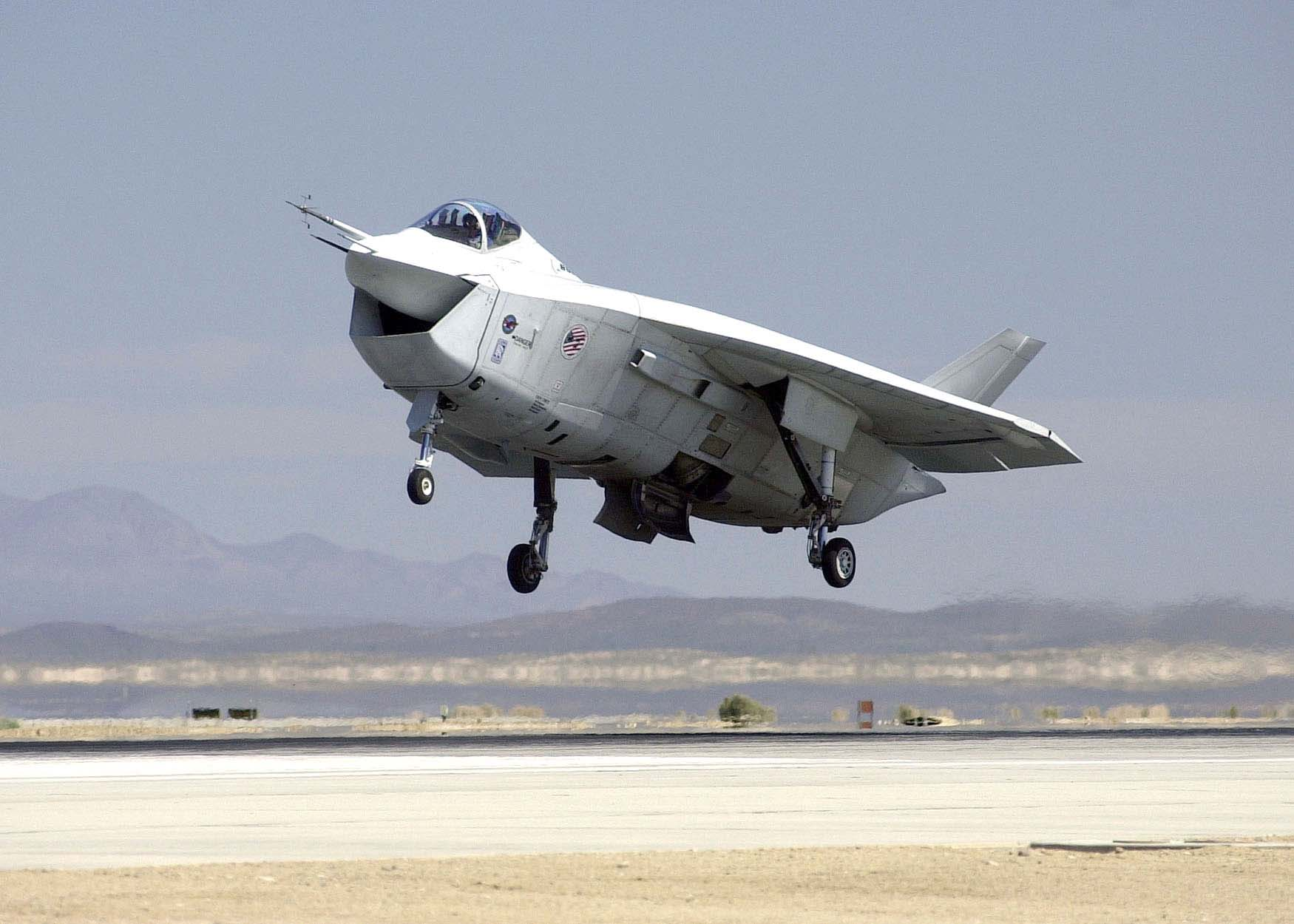
بوئینگ ایکس-۳۲ رقیب لاکهید مارتین ایکس-۳۵ در پروژه جنگنده تهاجمی مشترک

کمپانی‌های آمریکایی نورثروپ گرومن و مکدانل داگلاس به عنوان یک تیم، کمپانی بوئینگ آمریکا و کمپانی لاکهید مارتین نیز دیگر شرکت‌کنندگان در این رقابت بودند. هر کدام از این تیم‌ها طرحی را ارائه دادند. در ارزیابی سال ۱۹۹۶، طرح تیم نورثروپ گرومن و مکدانل داگلاس رد شد و در مقابل کمپانی‌های بوئینگ و لاکهید مارتین هر کدام به ترتیب طرح‌های تجربی ایکس-۳۲ و ایکس-۳۵ را ارائه دادند. حرف ایکس در هواپیماهای آمریکایی نشانگر آزمایشی بودن هواپیما است.
وزارت دفاع آمریکا در ۱۶ نوامبر ۱۹۹۶ بودجه لازم برای توسعه و ساخت طرح‌های ایکس ۳۲ و ایکس-۳۵ را به شرکت‌های بویینگ و لاکهید مارتین پرداخت کرد. ایکس-۳۲ بویینگ برای نخستین بار در ۱۸ سپتامبر ۲۰۰۰ به پرواز درآمد و تقریباً یک ماه بعد از آن در ۲۴ اکتبر ۲۰۰۰ ایکس-۳۵ نیز نخستین پروازش را انجام داد. سرانجام در اکتبر ۲۰۰۱ طرح ایکس-۳۵ کمپانی لاکهید مارتین برنده این مسابقه شد. بعد از تثبیت طرح ایکس-۳۵ دیگر آن را به نام اف-۳۵ می‌شناسند؛ چون حرف F در هواپیماهای آمریکایی نشان‌دهنده جنگنده است.
کمپانی لاکهید مارتین در طی پروژه جنگنده تهاجمی مشترک دو فروند ایکس-۳۵ ساخت. یکی از مدل A و دیگری مدل C ولی در طی پروژه با انجام تغییراتی، ایکس-۳۵ ای به ایکس-۳۵ بی تبدیل شد.
جورج استاندریج (George Standridge) از اعضای شرکت لاکهید مارتین در سال ۲۰۰۶ پیش‌بینی کرد که جنگنده اف-۳۵ با وجود اینکه نیاز کمتری به پشتیبانی‌های لجستیکی خواهد داشت و تقریباً با سایر جنگنده‌ها هم قیمت است، در یک نبرد هوایی چهار برابر مؤثرتر از یک جنگنده معمولی، در عملیات‌های حمله زمینی هشت برابر مؤثرتر و در مأموریت‌های شناسایی و دفاع هوایی سه برابر مؤثرتر از جنگنده‌های معمولی خواهد بود.
در کل هدف نهایی از طراحی اف-۳۵ استفاده از آن به عنوان جنگنده تهاجمی شماره یک و همچنین جنگنده برتری هوایی شماره دو پس از اف-۲۲ تا سال ۲۰۴۰ است.
در تاریخ ۲۲ می ۲۰۱۸ اسرائیل اعلام کرد که برای نخستین بار از این هواپیما در یک حمله نظامی به صورت گسترده و علیه مواضع ارتش سوریه استفاده نموده است.

## ویژگی‌ها

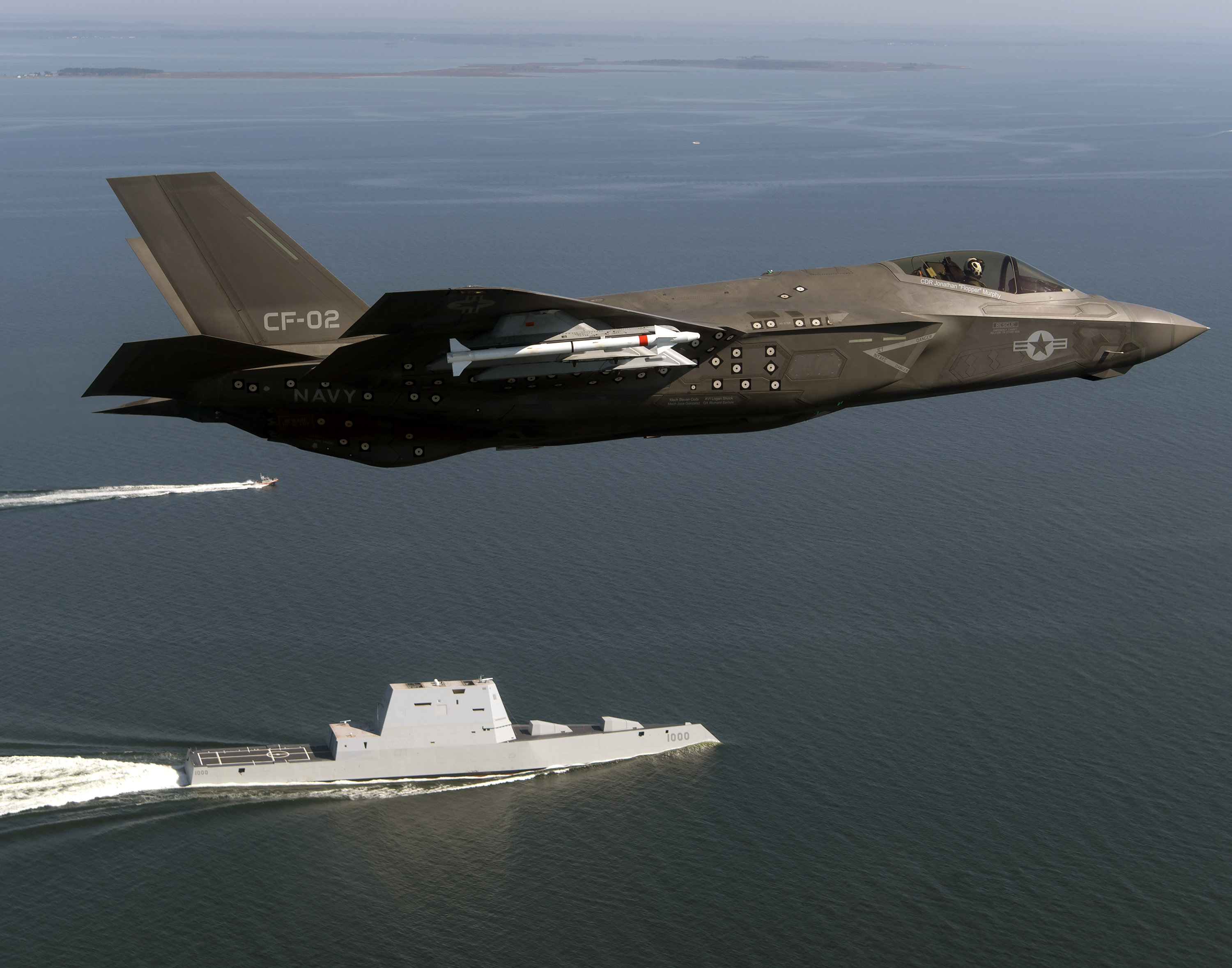
یک اف-۳۵ درحال پرواز در کنار یواس‌اس زاموالت

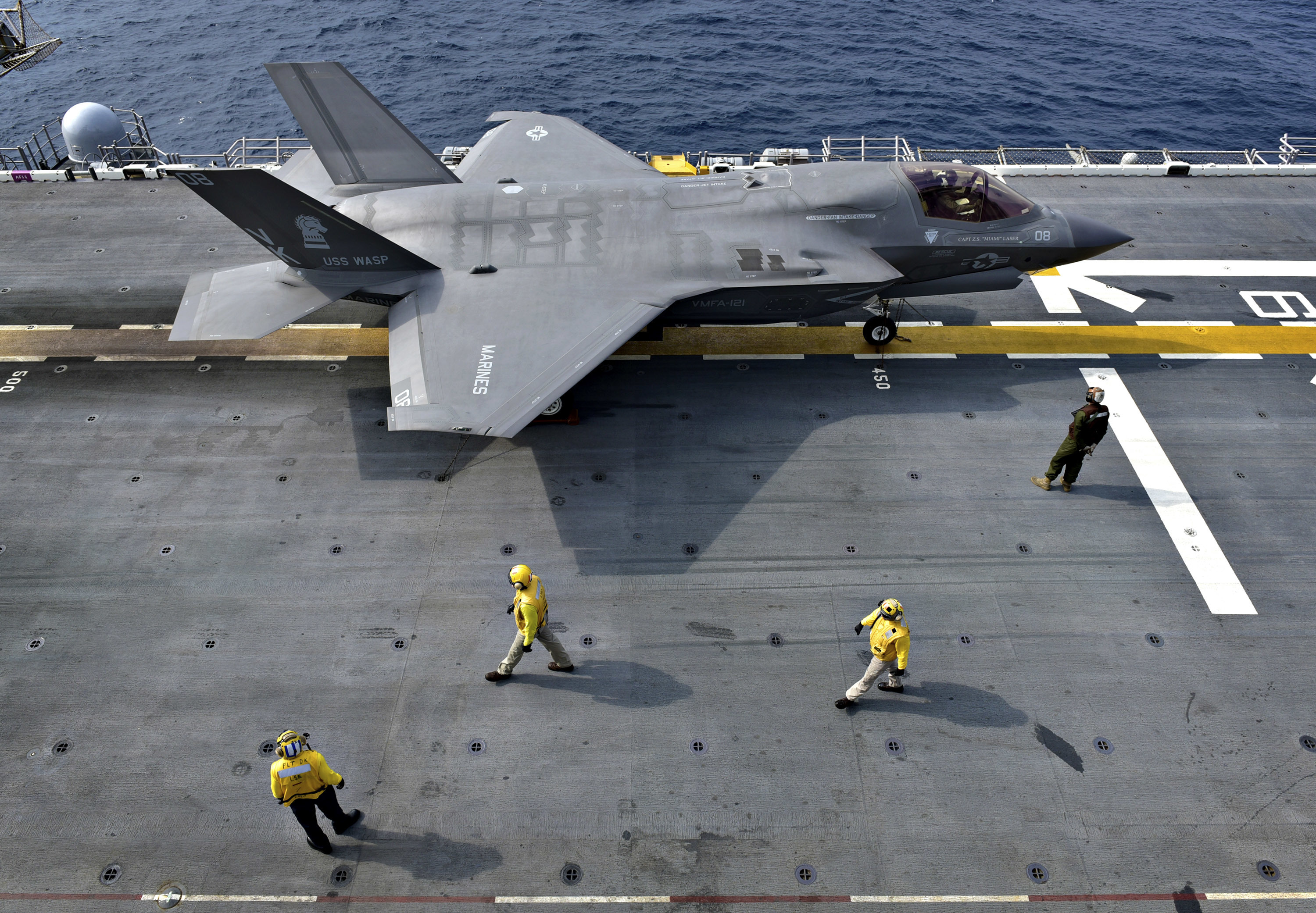
اف-۳۵ بی

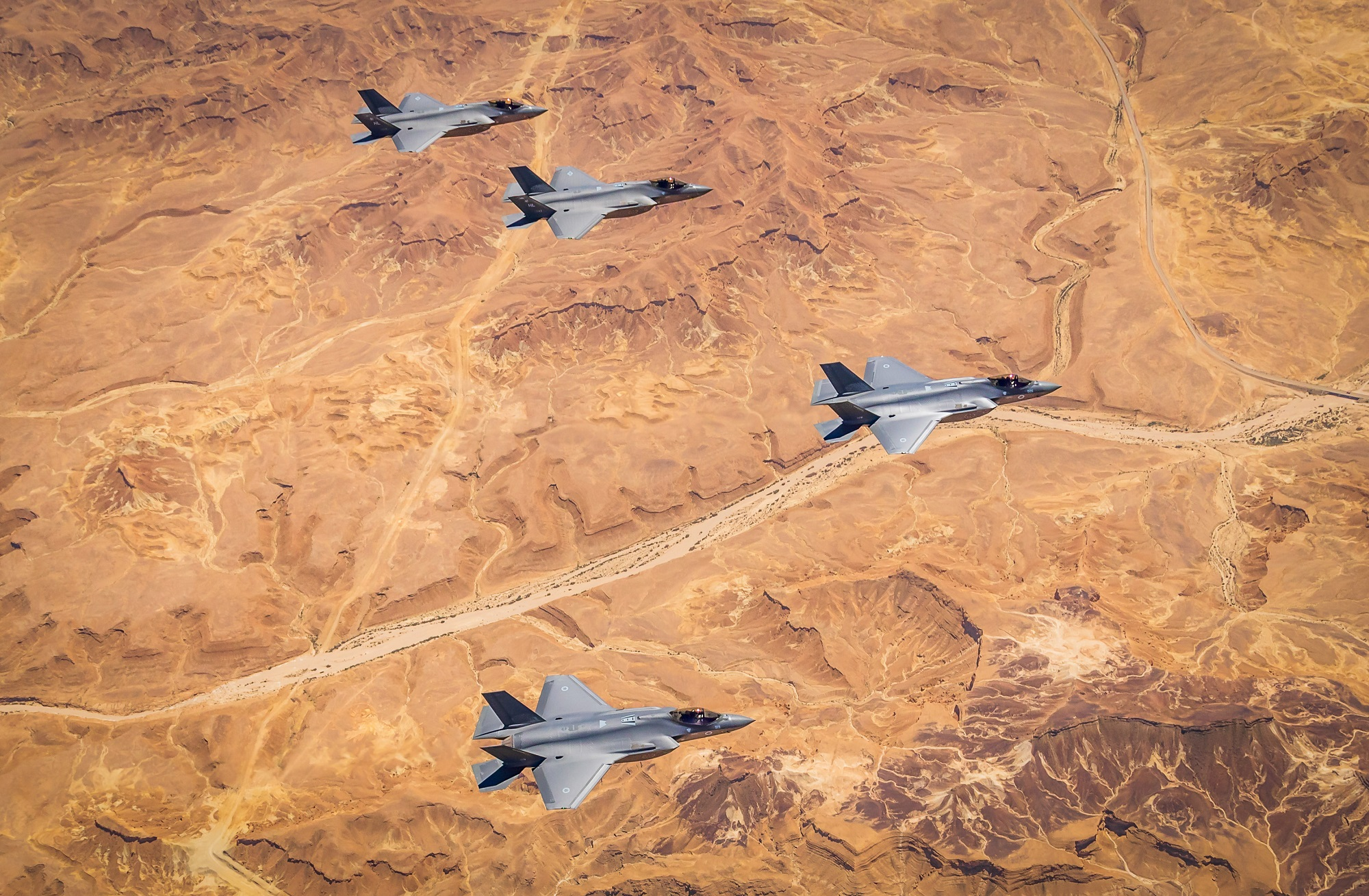
نگاره‌ای از چهار فروند جنگندهٔ لاکهید مارتین اف-۳۵ لایتنینگ ۲ متعلق به اسکادران ۱۴۰ (en) نیروی هوایی اسرائیل و اسکادران ۳۴ (en) نیروی هوایی ایالات متحده آمریکا در حال عملیات تمرینی بر فراز صحرای نگب، اسرائیل.

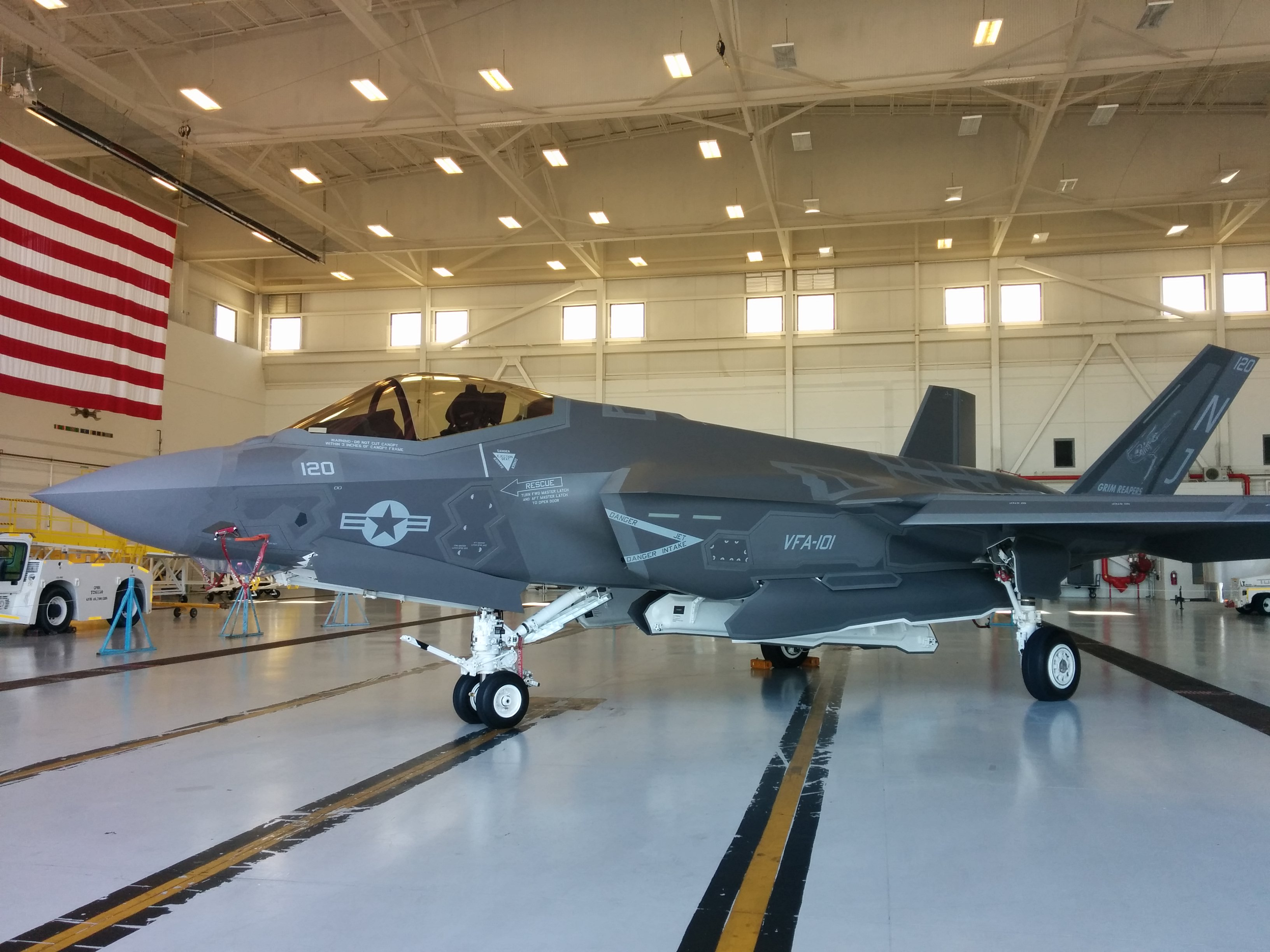
اف-۳۵ سی

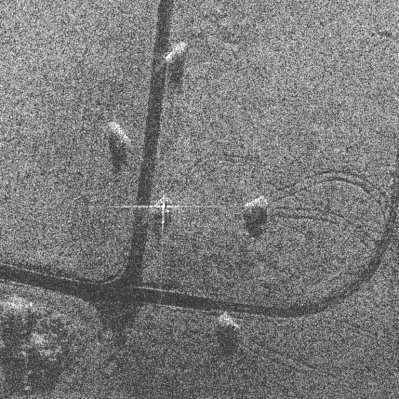
تصویر برداری رادار اف-۳۵ به وسیله فناوری روزنه ساختگی (SAR) از یک منطقه زمینی

جنگنده اف-۳۵ به عنوان یک جنگنده نسل پنجم دارای ویژگی‌های منحصر به فرد و ارتقای ویژگی‌های جنگنده‌های نسل قبل است از جمله این ویژگی‌ها می‌توان به موارد زیر اشاره کرد:
- پنهانکاری

اف-۳۵ از قابلیت پنهانکاری بالایی برخوردار است. طراحان این جنگنده از آخرین و پیشرفته‌ترین روش‌ها برای کاهش بازتاب راداری و کاهش تشعشعات فروسرخ در طراحی اِف ۳۵ استفاده کرده‌اند. توانایی پنهانکاری در کنار آگاهی وضعیتی بالا توانایی دید اول و شلیک اول را برای اف ۳۵ فراهم می‌آورد و به بقاپذیری این جنگنده در میدان نبرد کمک شایانی می‌کند. با وجود داده‌های موجود دربارهٔ پنهانکاری این جنگنده، دو کشور ایران و روسیه ادعا کرده‌اند که توانستند با استفاده از رادارهای خود این جنگنده را رصد کنند.
- بهره‌گیری از فناوری‌های نوین صنعت هوافضا

در اف-۳۵ به جای محرک‌های هیدرولیکی از فناوری نوین محرک‌های الکتروهیدرواستاتیکی استفاده شده که باعث افزایش امنیت پرواز، کاهش نقص فنی کنترلرهای جنگنده و همچنین نیاز کمتر به تعمیرات می‌شود.
اف ۳۵ از سامانه پرواز با فیبر نوری استفاده می‌کند، این سامانه در واقع همان سامانه پرواز با سیم است که در آن به جای کانل‌های سیمی از کانال‌های فیبر نوری و استاندارد انتقال داده شبکه IEEE 1394b استفاده شده که سرعت و امنیت داده بهتری برای سامانه کنترل پرواز اف-۳۵ فراهم کرده است.
همچنین ۴۲ درصد از وزن اف-۳۵ را مواد مرکب (کامپوزیت) به کار رفته در این جنگنده تشکیل می‌دهند که این بیشترین میزان استفاده از مواد مرکب در یک جنگنده آمریکایی است برای مثال ۲۲ درصد از وزن اف ۲۲ و فقط ۲ درصد از وزن اف ۱۶ از مواد مرکب ساخته شده‌اند. استفاده از مواد مرکب باعث کاهش وزن اف-۳۵ و کاهش مصرف سوخت شده است. همچنین نسل جدید مواد مرکب به کار رفته در ساخت سطح بدنهٔ اف-۳۵ (فیبر حصیری) علاوه بر جذب خوب امواج رادار، در عین ارزان‌تر بودن، مناسب برای انواع شرایط آب و هوایی است، آسیب‌پذیری کمتر دارد و در نهایت تعمیرات آن سریع‌تر است.
- نمایشگر کلاه خلبان

کلاه خلبانی جنگنده اف-۳۵ به عنوان نخستین جنگنده ایست از یک نمایشگر بهره می‌برد این نمایشگر اطلاعاتی که قبلاً در نمایشگر سربالا یا سامانه هاد (Head Up Display) وجود داشت را در جلوی دید خلبان نمایش می‌دهد. همچنین تصاویر دید در شب توسط حسگرهای الکترواپتیکی به کلاه خلبان ارسال شده و بر روی آن نمایش داده می‌شود.
- زاویه حمله بالا

هر سه مدل جنگنده اف-۳۵ توان رسیدن به زاویه حمله ۵۰ درجه‌ای در سرعت ۱٫۶ ماخ را دارا هستند. این درحالی است که جنگنده‌های نسل قبل همچون اِف-۱۶ و اِف-۱۸ تنها توان رسیدن به زاویه حمله ۳۰ درجه‌ای را دارا هستند. زاویه حمله بالا توان مانورپذیری و عدم واماندگی را به شدت افزایش می‌دهد. طراحی و سامانه کنترل پروازی مدرن اف-۳۵ از دلایل اصلی دست‌یابی به زاویه حمله بالا در این جنگنده هستند.
- سامانه فرمان‌ها صوتی

اف-۳۵ نخستین جنگنده آمریکایی است به صورت عملیاتی از سامانه فرمان‌ها صوتی (DVI) استفاده خواهد کرد این سامانه قبلاً به‌طور آزمایشی بر روی جنگنده‌های هارییر و اف-۱۶ ویستا مورد استفاده قرار گرفته بود. این سامانه به خلبان اجازه می‌دهد با گفتار بعضی از فرمان‌ها را اجرا کند.
- نمایشگر یکپارچه کابین خلبان

اف-۳۵ نخستین جنگنده در جهان است که از یک نمایشگر یکپارچه در داخل کابین خلبان استفاده می‌کند. این نمایشگر لمسی با رابط کاربری سامانه عامل اف-۳۵ هماهنگ بوده و خلبان توان سفارشی‌سازی اطلاعات بر روی نمایشگر را دارد.
- برنامه کامپیوتری پیشرفته

یکی از نقاط قوت اصلی این جنگنده به‌شمار می‌آید. این برنامه بیش از ۸ میلیون خط کد دارد که ۴ برابر بیشتر از نزدیک‌ترین رقیب اف-۳۵ یعنی جنگنده اِف-۲۲ است. هوش مصنوعی و اتوماسیون بالا، ترکیب اطلاعات حسگرها و ایجاد یک تصویر واضح از میدان نبرد از وظایف اصلی این برنامه است.
- سامانه پشتیبانی اطلاعات خودکار

این سامانه که ALIS نامیده می‌شود در واقع یک سامانه کامپیوتری برای جمع‌آوری اطلاعات از وضعیت جنگنده هنگام عملیات و پردازش آن‌ها برای کمک به پشتیبانی، نگهداری و تعمیرات اف-۳۵ پس از عملیات است این سامانه باعث کاهش چشمگیر هزینه هر ساعت پرواز عملیاتی اف-۳۵ شده است. هر ساعت پرواز عملیاتی اف-۳۵، ۲۴ هزار دلار هزینه دربردارد که فقط ۱۰ درصد بیشتر از جنگنده ارزان قیمت اف ۱۶ است. شایان ذکر است که هزینه هر ساعت پرواز عملیاتی دیگر جنگنده نسل ۵ آمریکایی اف-۲۲، ۶۸ هزار دلار است.
- کانوپی مقاوم

کانوپی (کابین) اِف-۳۵ از مواد بسیار مقاوم ساخته شده تا در مقابل شرایط بد آب و هوایی و همچنین برخود پرندگان مقاومت کند این کانوپی در آزمایش‌ها در برابر پرتاب لاشهٔ یک پرنده ۲ کیلویی با سرعت ۸۹۰ کیلومتر بر ساعت به خوبی مقاومت کرده است.
- یکپارچگی ساختار بال و بدنه

یکی از ویژگی هنگام ساخت اف-۳۵ یکپارچگی بال و بدنه آن است بدین معنی که ساختار بال با بدنه یکپارچه است و به داخل بدنه فرومی‌رود (برخلاف دیگر جنگنده‌های کنونی). این ویژگی باعث کاهش سطح مقطع راداری و همچنین افزایش قدرت حمل تسلیحات بر زیر بال‌ها می‌شود.
- آگاهی وضعیتی بالا و ترکیب اطلاعات

اف-۳۵ از بیشترین تعداد حسگر در میان جنگنده‌هایی که تاکنون ساخته شده بهره می‌برد. اف-۳۵ علاوه بر رادار کاوش الکترونیکی فعال موجود در دماغه با پوش ۱۲۰ درجه از ۶ حسگر الکترواپتیکی AN/AAQ-37 با پوشش ۳۶۰ درجه محیط اطراف که با توانایی کشف هواپیماها، موشک‌ها و تجهیزات زمینی، ۱۰ مجوعه آنتن سامانه جنگ الکترونیک، یک حسگر هدف‌گذاری الکترواپتیکی AN/AAQ-40 در زیر دماغه و مجموعه گیرنده و فرستنده موجود در سامانه CNI استفاده می‌کند. مجموع اطلاعات جمع‌آوری شده توسط حسگرها و ترکیب اطلاعات آن‌ها توسط نرم‌افزار این جنگنده بالاترین آگاهی وضعیتی را از میدان نبرد در اختیار اف-۳۵ قرار می‌دهد.
- تنوع تسلیحاتی

جنگنده اف-۳۵ توان حمل انواع سلاح‌های هوا به هوا (هدایت راداری و فروسرخ)، هوا به زمین (موشک‌های کروز، هدایت لیزری، هدایت ماهواره‌ای، ضد زره، هدایت موج میلی‌متری، هدایت چند حالته و …)، ضد کشتی و سلاح هسته‌ای را دارا خواهد بود. این جنگنده همچنین قابلیت استفاده از تسلیحات کشورهای خریدار را نیز برخودار خواهد بود، که در مجموع تنوع تسلیحاتی بالایی برای اف-۳۵ محسوب می‌شود. این جنگنده را در زمره منعطف‌ترین جنگنده‌های ساخته شد تاکنون قرار خواهد داشت.

## مدل‌ها

### اف-۳۵ ای

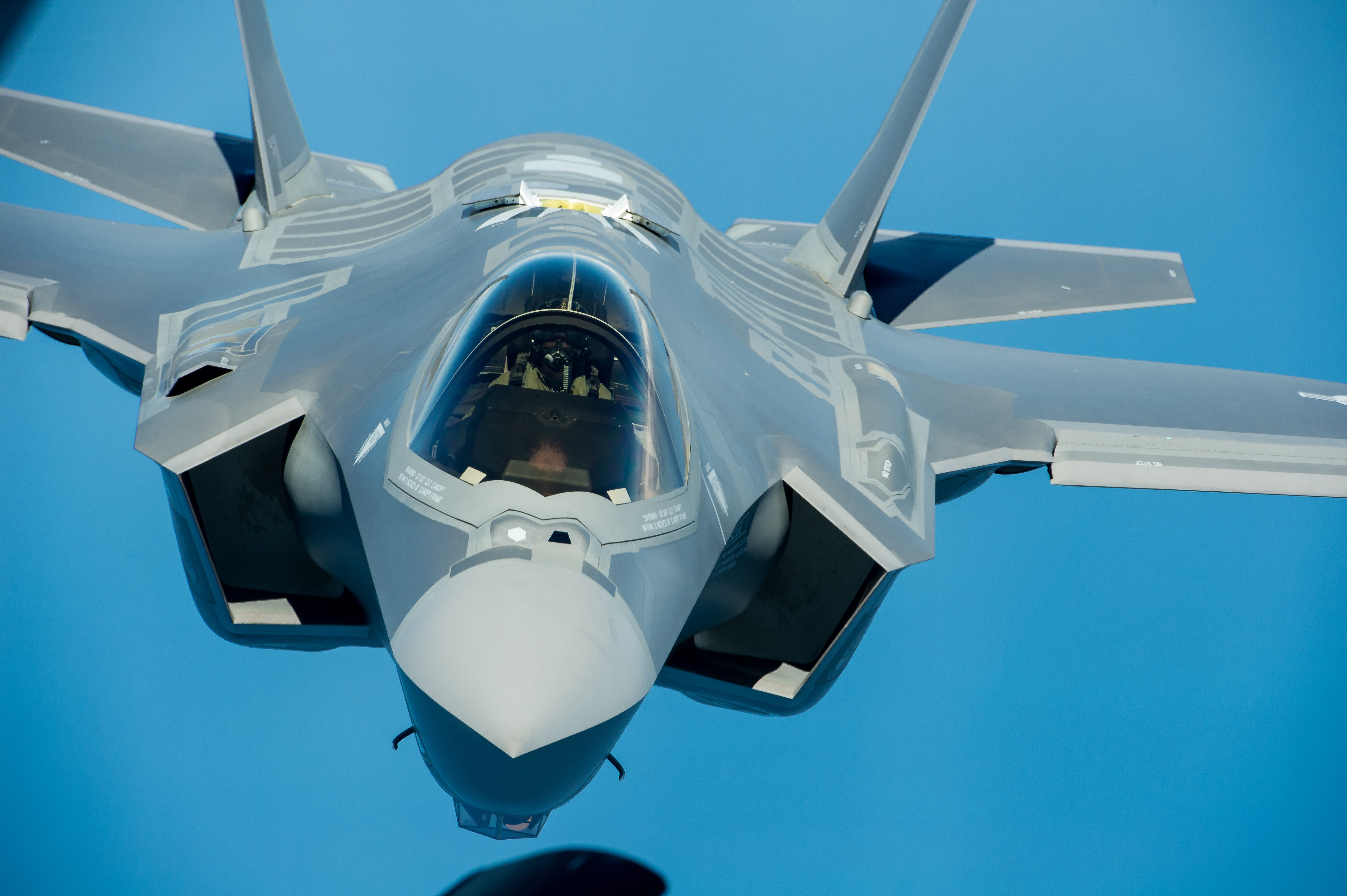
یک فروند اف-۳۵ ای در حال آماده شدن برای سوخت‌گیری هوایی

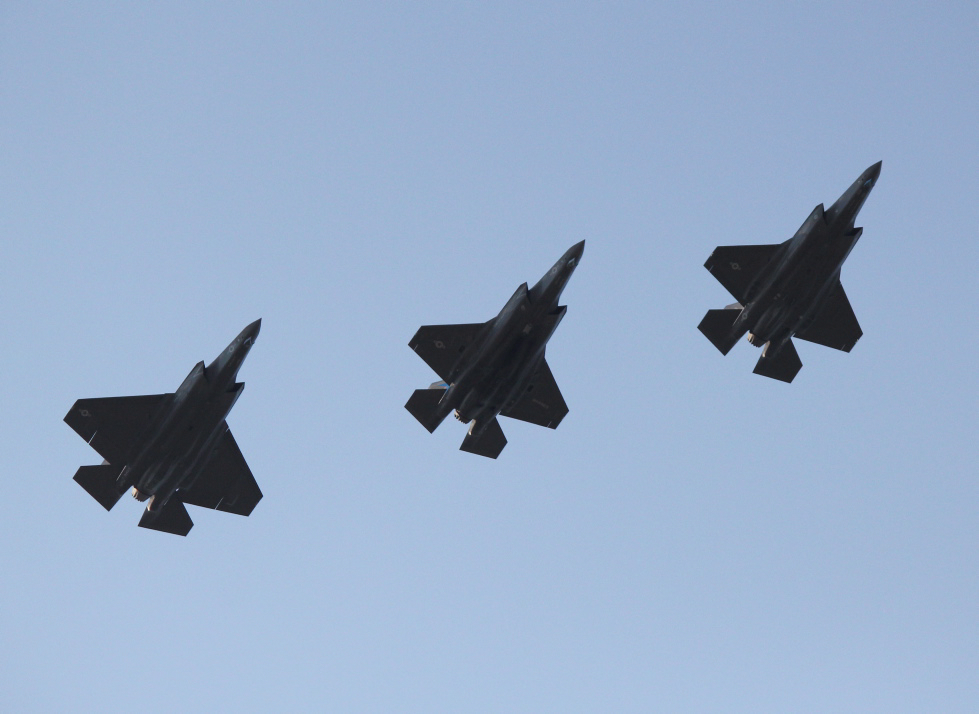
آرایش سه مدل از اف-۳۵. مدلC (سمت چپ)- مدلB (وسط) مدلA(سمت راست)

مدل ای که برای نیروی هوایی در نظر گرفته شده و جنگنده‌ای با قابلیت پروازی عادیست و قرار است جایگزین اف ۱۶ و ای ۱۰ شود. اف۳۵ ای پرتولیدترین و پر کاربرترین مدل از جنگنده اف-۳۵ خواهدبود به‌طوری‌که نیروی هوایی آمریکا قصد تولید ۱۷۶۳ از این مدل را دارد. بیشتر مشتریان خارجی اف-۳۵ نیز مدل ای این جنگنده را سفارش داده‌اند. مدل ای همچنین ارزان‌ترین مدل اف-۳۵ خواهد بود که قیمت آن در تولید انبوه بین سال‌های ۲۰۱۸ تا ۲۰۲۰ در حدود ۸۵ میلون دلار خواهد بود که بر اساس احتساب نرخ تورم برابر با ۷۵ میلون دلار در سال ۲۰۱۲ است.

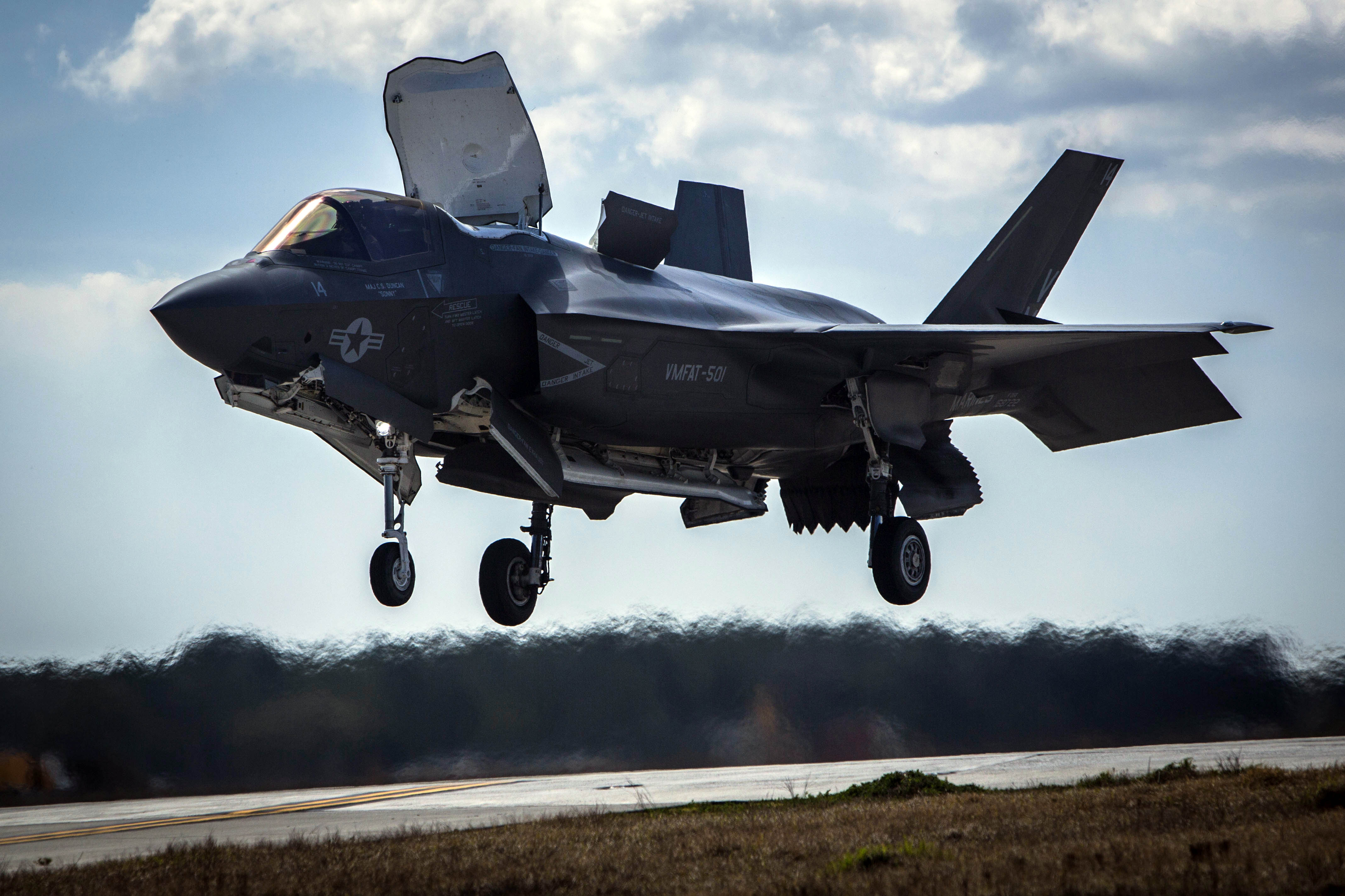

اف-۳۵ ای تنها مدل اف-۳۵ است که توپ داخلی استفاده می‌کند. اف-۳۵ ای دارای یک توپ ۴ لول GAU-22/A، ۲۵ میلی‌متری است که این توپ توسعه یافته توپ GAU-12 Equalizer جنگنده هارییر است. این توپ در بخش سمت چپ جنگنده بالای ورودی هوا قرار گرفته است.
اف-۳۵ ای همچنین تنها مدل اف-۳۵ است که روش سوختگیری با بوم استفاده می‌کند. دریچه سوخت‌گیری نیز پشت کابین خلبان در میانه جنگنده قرار دارد. این روش سوختگیری دارای سرعت بالا و ایمنی بیشتری است.
نخستین اف-۳۵های ساخته شده در سال ۲۰۰۶ دو فروند از مدلی ای این جنگنده بودند که نخستین پرواز این جنگنده در دسامبر ۲۰۰۶ توسط این مدل انجام شد.

### اف-۳۵ بی
مدل بی اف-۳۵ دارای قابلیت برخاست عمودی و نشست عمودی ست و برای جایگزینی هارییر و اف ۱۸ هورنت در نظر گرفته شده است. اف-۳۵ بی قابل استفاده بر روی ناوهای کوچک همچون ناوهای کلاس وسپ است و علاوه بر کشورهای آمریکا، انگلیس و ایتالیا که اف-۳۵ بی را سفارش داده‌اند پیش‌بینی می‌شود دیگر کشورهای غربی نیز این جنگنده را جایگزین جنگنده‌های هارییر خود بکنند.
اف۳۵ بی به دلیل وجود سامانه‌های پیشرانه مورد نیاز برای برخاست عمودی و نشست عمودی بخش از فضای داخلی برای حمل سوخت و سلاح خود را از دست داده و دارای برد کمتر و توان حمل سلاح داخلی کمتر نسبت به سایر مدل‌های اف-۳۵ است. البته برد اف-۳۵ بی همچنان از برد جنگنده‌های که قرار است جایگزین آن‌ها شود بیشتر است. توان حمل سلاح خارجی اف-۳۵ بی نیز با سایر مدل‌های اف-۳۵ تفاوتی ندارد.
اف-۳۵ بی همچون اف-۳۵ سی و برخلاف اف-۳۵ ای توپ ۲۵ میلی‌متری GAU-22/A را در خارج از بدنه اصلی حمل می‌کند. این توپ در داخل یک غلاف رادارگریز قرار داشته و زیر بدنه اصلی جنگنده قرار می‌گیرد.
اف۳۵ بی نخستین پروازش را در تاریخ ۱۱ ژوئن ۲۰۰۸ انجام داد همچنین برای نخستین بار در ۳ اکتبر ۲۰۱۲ بر روی عرشه ناو وسپ فرود آمد. قرار است نخستین مدل از اف-۳۵ باشد که عملیاتی می‌شود. اف-۳۵ بی در سال ۲۰۱۵ عملیاتی شد.

### اف-۳۵ سی

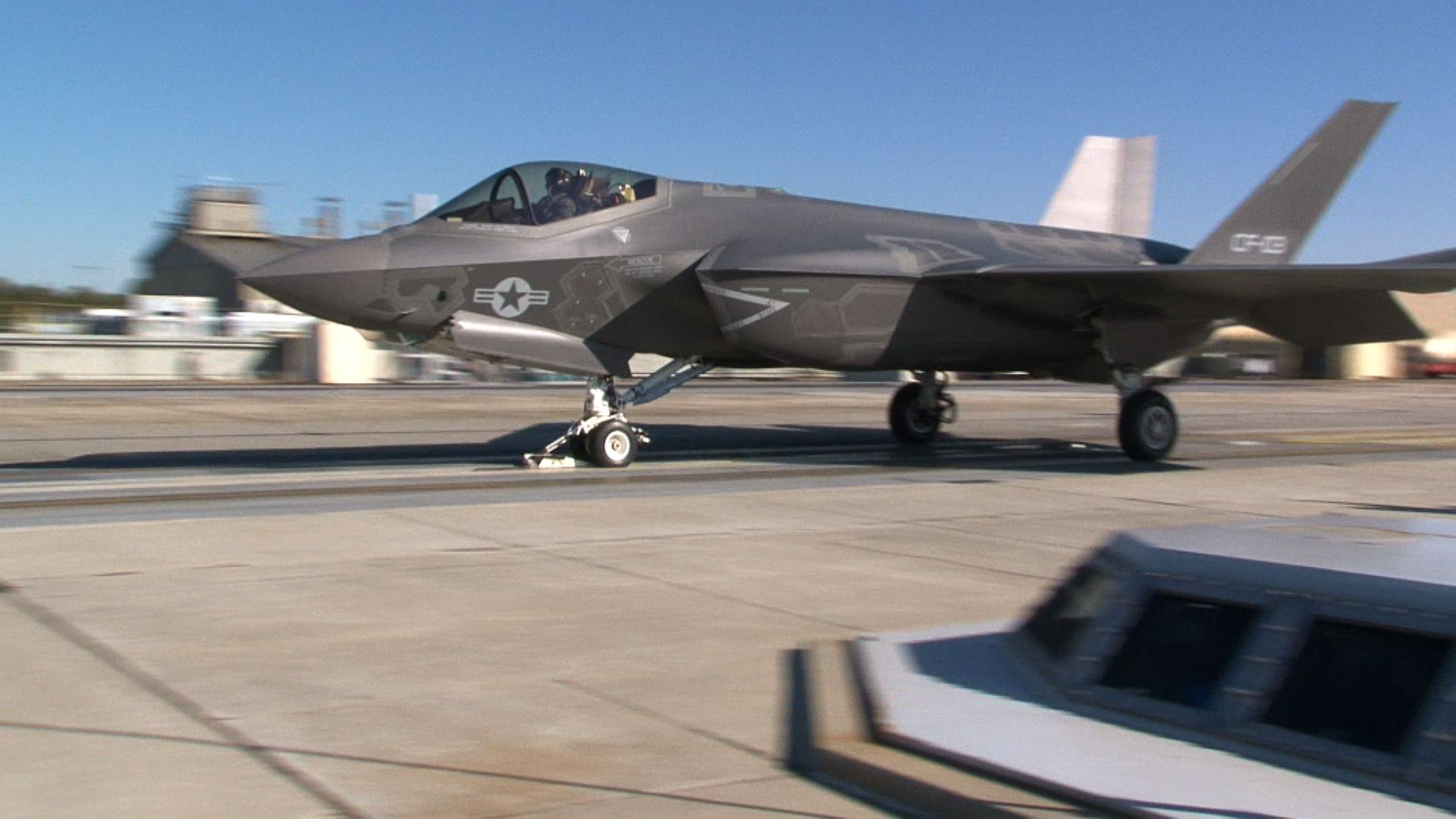
اف-۳۵ سی در حال انجام برخاست آزمایشی توسط سامانه کاتاپولت الکترومغناطیسی

مدل C که برای نیروی دریایی آمریکا (USN) در نظر گرفته شده که دارایی قابلیت ناو نشینی همچون جنگنده اف ۱۸ بر روی ناوهای بزرگ کلاس نمیتز و جرالد فورد است. اف-۳۵ سی بزرگتر از دو مدل دیگر اف-۳۵ بوده به خصوص در بخش بال‌ها و دم‌ها به‌طور واضح بزرگتر بودن آن‌ها با سایر مدل‌ها مشخص است.
اف-۳۵ برای برخاست از روی ناو از سامانه کاتاپولت بخار یا الکترومغناطیسی استفاده می‌کند. . اف-۳۵ سی همچنین برای فرود از قلاب گیرنده کابل که در زیر هواپیما قرار دارد برای گرفتن کابل روی عرشه ناو بهره می‌برد. اف-۳۵ سی دارای ارابه‌های فرود قدرتمند تر نسبت به دو مدل دیگر اف-۳۵ است تا به خوبی فشار فرود کوتاه بر روی ناو را تحمل کند.
مدل سی اف-۳۵ همچون مدل بی از غلاف توپ ۲۵ میلی‌متری خارج بدنه اصلی بهره می‌برد و برای سوخت‌گیری هوایی نیز از روش میله و مهار چتری استفاده می‌کند. میله سوخت‌گیری اف-۳۵ سی در کنار کابین خلبان در داخل بدنه قرار گرفته و هنگام انجام عملیات سوختگیری از بدنه خارج می‌شود.
اف-۳۵ سی به خاطر حمل سوخت بیشتر دارای برد عملیاتی بیشتر از سایر مدلهاست. این مدل اف-۳۵ دیرتر از سایر مدل‌های اف-۳۵ عملیاتی خواهد شد.

### اف-۳۵ آی
ساخته خواهد شد و با نام اف-۳۵ آی شناخته می‌شود. اف-۳۵ آی در واقع شامل سامانه‌های اویونیکی بومی منطقهٔ غرب آسیا سواحل شرقی مدیترانه خواهد بود. از جمله سامانه‌های جنگ الکترونیک و ارتباطی از تجهیزات ساخته اسرائیل بر روی این مدل نصب خواهد شد. در سال ۲۰۱۲ شرکت لاکهید مارتین ۲۰۶ میلیون دلار برای آماده‌سازی اف-۳۵ برای نصب سامانه‌های اویونیکی اسرائیل دریافت کرد.
در حال حاضر اسرائیل سفارش خرید ۱۹ فروند جنگنده اف-۳۵ به مبلغ ۲٫۷۵ میلیارد دلار را داده است و نخستین کشوری بعد از ایالات متحده خواهد بود که اف-۳۵ در آن عملیاتی می‌شود. برنامهٔ نهایی اسرائیل خرید ۷۵ فروند اف-۳۵ است که پیش‌بینی می‌شود هزینه کلی آن ۱۵٫۲ میلیارد دلار شود.در سال ۲۰۲۳، اسرائیل توانست برای اولیت بار بمب‌های سنگر شکن خود را از اف ۳۵ پرتاب کند.

### سی اف-۳۵
مدلی از اف-۳۵ ای است که برای کانادا ساخته می‌شود این مدل دارای چتر ترمز و توانایی سوخت‌گیری هوایی به شیوه میله و مهار چتری است (مدل اصلی اف-۳۵ ای با بوم سوخت‌گیری می‌کند). اف-۳۵های مدل ای کشور نروژ نیز دارای چتر ترمز هستند و مناسب شرایط باندهای یخ زده ساخته می‌شوند.

## طراحی

### پیشرانه
- موتور پرت اند ویتنی اف۱۳۵

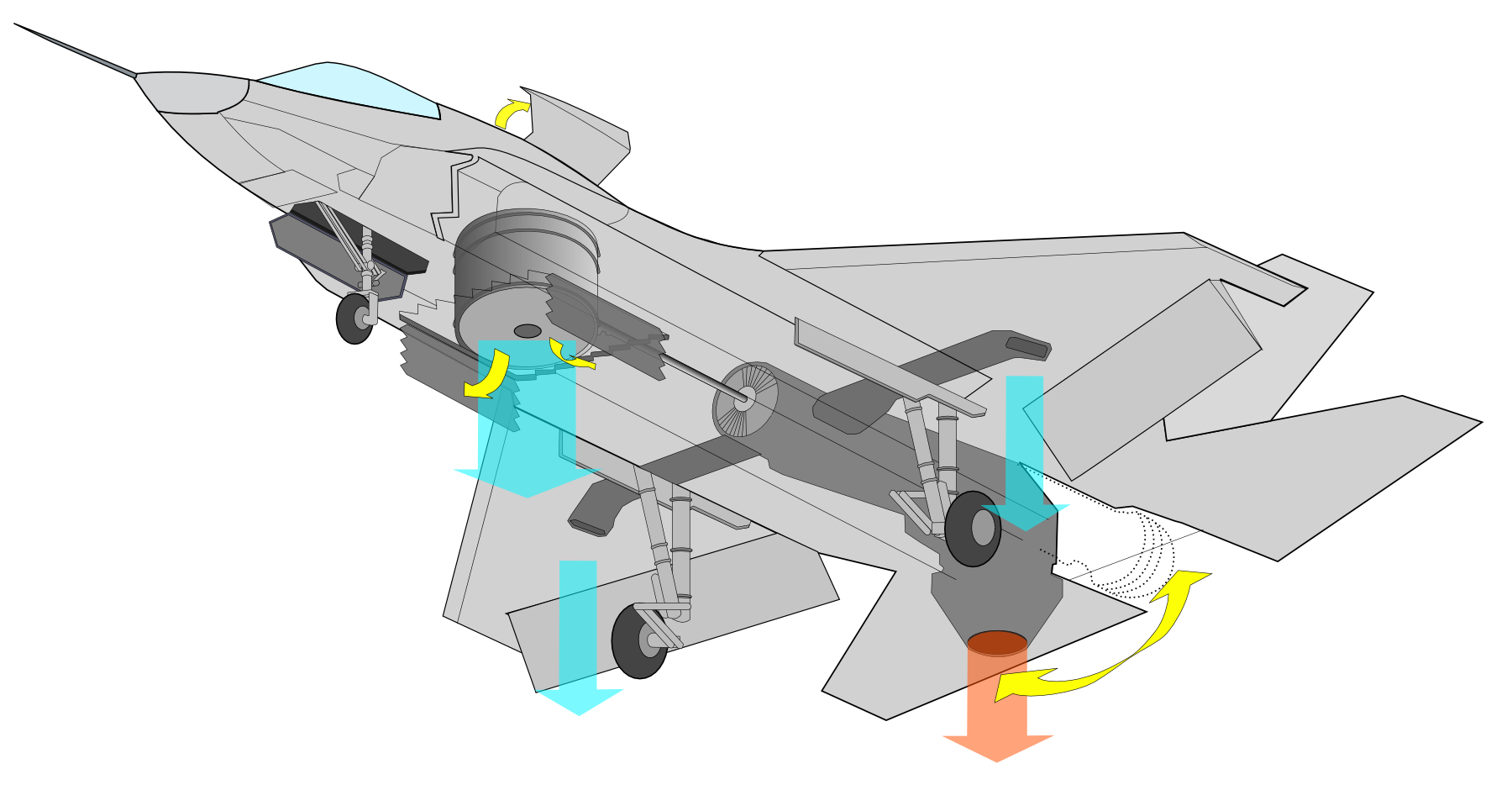
نموداری که در آن بخش‌های مورد نیاز برای برخاست کوتاه و نشست عمودی اف-۳۵بی نمایش داده شده است

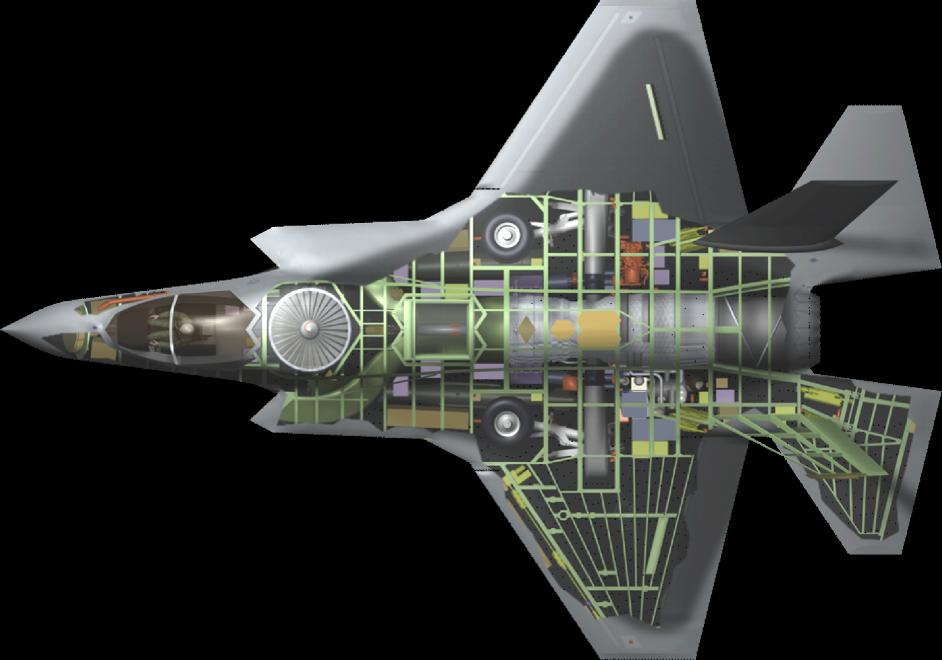

اف-۳۵ از یک موتور توربوفن به نام پرت اند ویتنی اف۱۳۵ ساخته شرکت پرت اند ویتنی بهره می‌برد. این موتور توربوفن توسعه یافته موتور قدرتمند اف ۱۱۹ جنگنده اف ۲۲ است و در واقع پیشرفته‌ترین و قدرتمندترین موتور توربوفن ساخته شده برای یک هواپیمای جنگنده است که توان تولید ۱۲۵ کیلونیوتن رانش خشک و ۱۹۱ کیلو نیوتون رانش به همراه پس سوز را دارد.
موتور اف ۱۳۵ دارای سه نمونه است. F135-PW-100 که مورد استفاده مدل ای اف-۳۵ است. F135-PW-600 که دارای سامانه تغییر بردار رانش بوده و برای مدلی بی اف-۳۵ استفاده می‌شود و در آخر هم F135-PW-400 که مورد استفاده مدل سی جنگنده اف-۳۵ است.
توانایی ابرکروز از اهداف طراحی جنگنده اف-۳۵ نبوده ولی این موتور قدرتمند توانایی ابر کروز را برای اف-۳۵ با سرعت ۱٫۲ ماخ برای طی مسافت ۱۵۰ مایل فراهم کرده است.

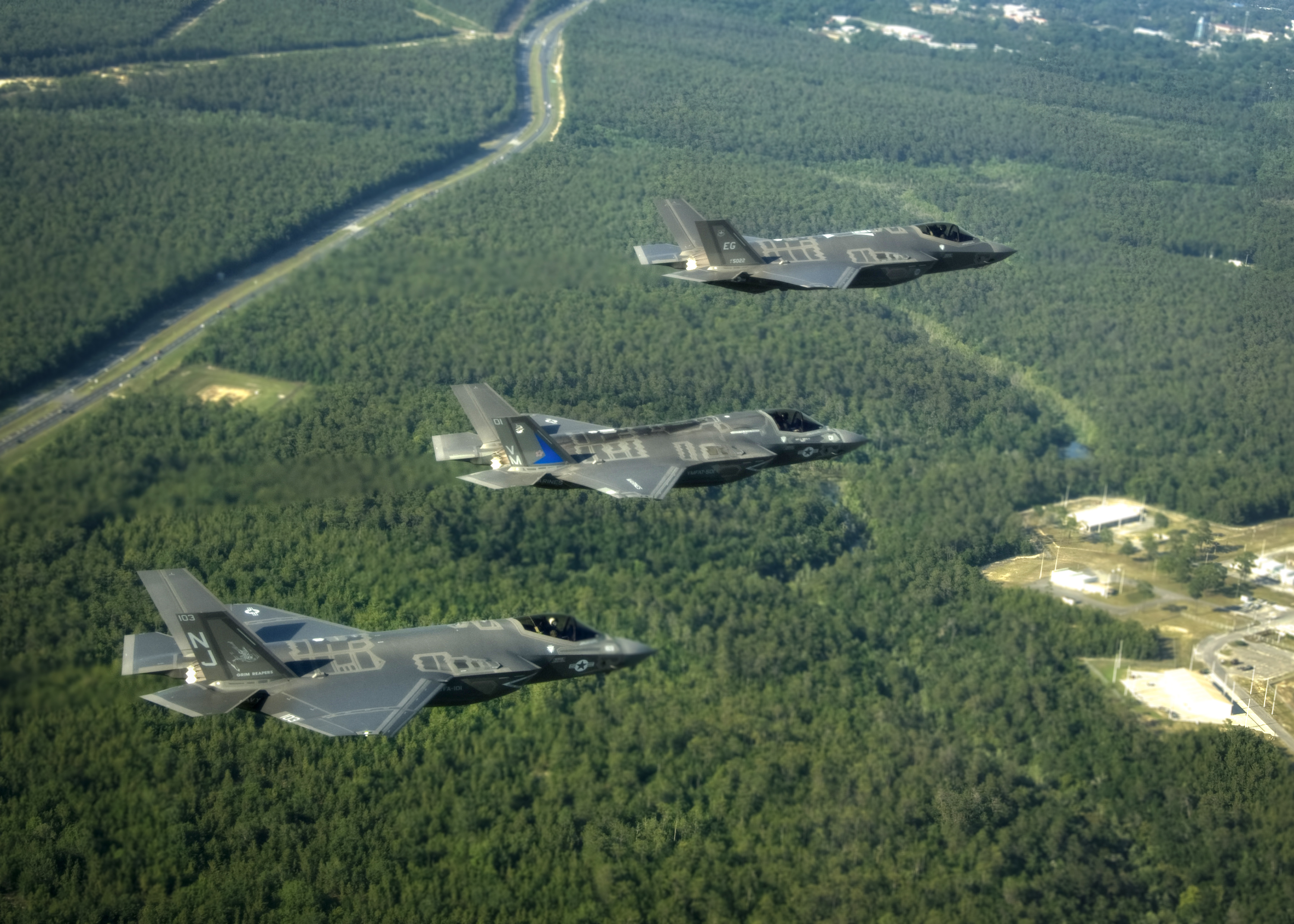

یکی از مهم‌ترین هدف‌های موتورهای اف ۱۳۵ در افزایش قابلیت اطمینان و همچنین تعمیر آسان است. همانگونه که گفته شد این موتور نسبت به سایر نمونه‌های هم رده خود، دارای بخش‌های کمتری است که نیازمند بهسازی و افزایش اطمینان بیشتر نسبت به کارایی آن است. تمام بخش‌های موتورهای اف ۱۳۵ تنها با استفاده از ۶ ابزار دستی، قابل تعویض و ترمیم می‌باشند. علاوه بر این موارد، سامانه مدیریت سلامت موتور(Health Management System) به گونه‌ای طراحی شده است تا تکنسین‌های تعمیر و نگهداری زمینی بتوانند از تاریخ دقیق سرویس‌ها و تعمیرهای دوره‌ای و همچنین بازیابی اشکال‌های موتور آگاه گردند. با این حال کمپانی پرت اند ویتنی بر این باور است که با استفاده از این گونه داده‌ها می‌توان زمان مورد نیاز و صرف شده جهت عیب‌یابی را تا ۹۴٪ نسبت به سایر نمونه‌های قدیمی کاهش داد.
- فن بالابرنده (Liftfan)

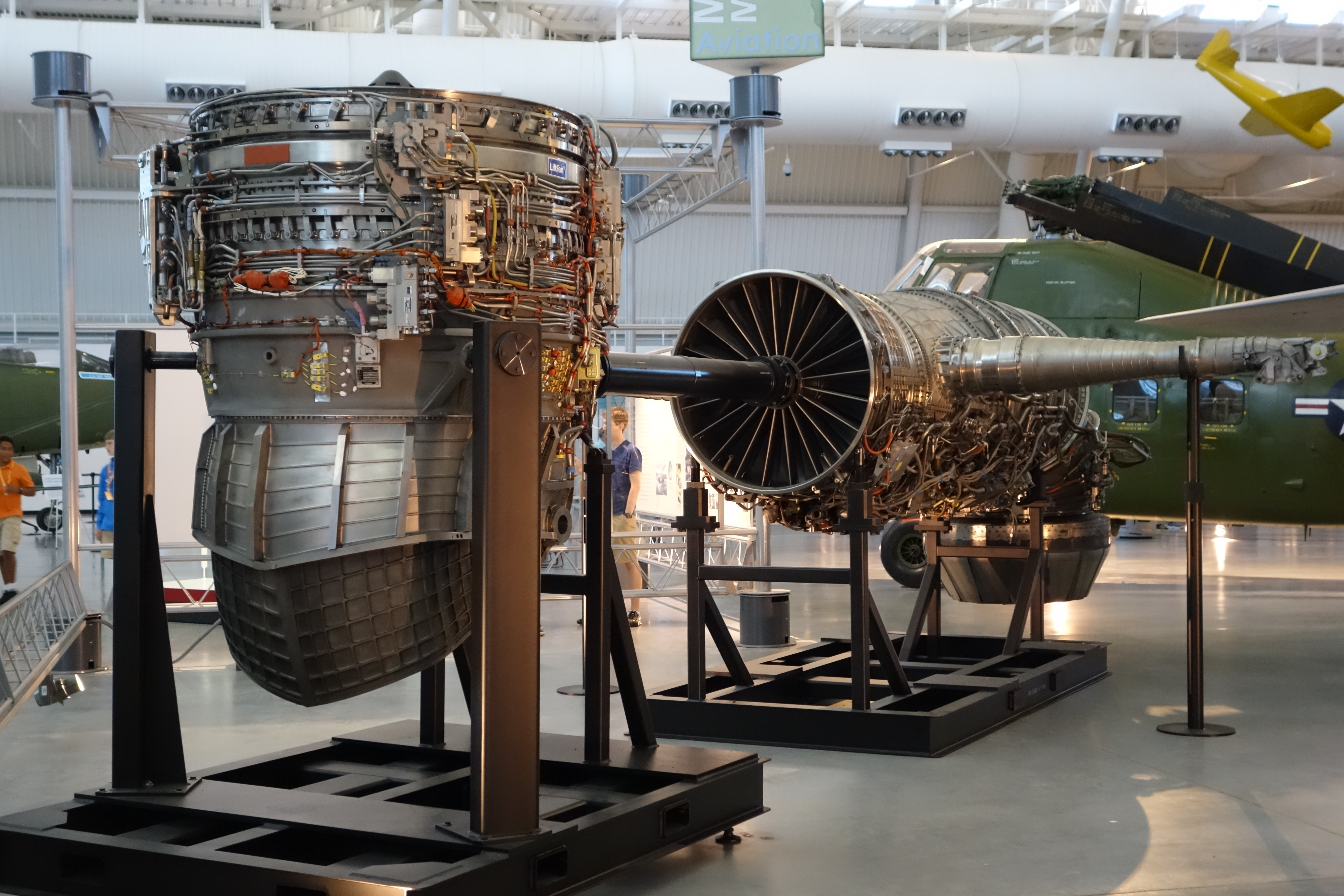
سامانه‌های پیشرانه ایکس-۳۵ بی که درآن فن بالابرنده، لوله‌های ارسال و موتور اصلی با قابلیت تغییر بردار رانش به خوبی مشخص است.

این سامانه پیشرانه مخصوص مدلی بی اف-۳۵ است و بخشی از سامانه مورد نیاز برای برخاست کوتاه و نشست عمودی اف-۳۵ بی است. فن بالابرنده پشت کابین خلبان قرار گرفته هنگام عملیات برخاست کوتاه یا نشست عمودی هوا را از بالا مکیده و با قدرت از خروجی پایین به بیرون می‌فرستد.
این فن ساخته کمپانی بریتانیایی رولز-رویس لیمیتد است. فن بالابرنده نیروی لازم برای چرخش را از میله محرک متصل به موتور اصلی تأمین می‌کند و خود به تنهایی سامانه تولید نیرو ندارد. نیروی خروجی از فن بالابرنده بالغ بر ۸۹ کیلو نیوتن است.
- لوله‌های ارسال (Roll Posts)

این لوله‌ها بخشی از سامانه پیشرانه مورد نیاز برخاست کوتاه و نشست عمودی اف-۳۵ بی هستند. هر کدام از این دو لوله به بخش کمپرسور موتور اصلی اف-۳۵ متصل بوده و بخشی از هوای فشرده موتور را به زیر بال‌ها منتقل می‌کنند. نیروی خروجی مجموع دو لوله ۱۷ کیلونیوتن است.

### رادارگریزی
یک از هدف‌های اصلی طرحی اف-۳۵ رسیدن به پنهان‌کاری بالا برای افزایش بقاپذیری این جنگنده بوده است. مهندسین در طراحی اف-۳۵ فاکتورهای بسیاری را به کار گرفته‌اند که از جمله آن‌ها می‌شود به موارد زیر اشاره کرد:
- طراحی

طراحی ظاهری اف-۳۵ به گونه شکل گرفته که تا بخش اعظمی از امواج راداری برخوردکننده با آن پراکنده شده و به سمت منبع اصلی امواج بازنگردد. طراحی ورودی‌ها هم از فناوری DSI شده است. از طرح‌های دندانه‌ای شکل در جاهای مختلف جنگنده از جمله روی خروجی موتور استفاده شده است. یکپارچگی در ساخت اف-۳۵ نیز به کار رفته به‌طوری‌که ساختار بال و بدنه این جنگنده یکپارچه است. اف-۳۵ جایگاه داخلی جنگ‌افزار نیز دارد که می‌تواند بخشی از سلاح‌های خود را در آن حمل کند. تمامی این موارد در طراحی باعث کاهش سطح مقطع راداری این جنگنده شده است.
- پوسته

پوسته جاذب رادار اف-۳۵ از فیبر حصیری ساخته شده که این پوسته توانایی جذب امواج را در باندهای ایکس و اس را به خوبی داراست. این پوسته مقاومت بالاتر و نیاز تعمیراتی کمتری نسبت به نسل قبلی را داراست.
- تشعشعات فروسرخ

طراحان اف-۳۵ برای کاهش این علائم که می‌تواند باعث کشف جنگنده توسط دوربین‌های فروسرخ شود نیز تمهیداتی اندیشده‌اند. اف-۳۵ از یک موتور توربوفن نسل جدید استفاده می‌کند که حرارت کمتری نسبت به موتورهای قبلی تولید می‌کند. خروجی موتور نیز از سرامیک‌های ضد حرارت ساخته شده و همچنین از فناوری هیت‌سینک نیز بهره برده شده. طراحی خود جنگنده نیز به گونه‌ای ست که خروجی موتور بین سکان‌های افقی و عمودی قرار دارد و دید به آن بسیار کم است.
- سیگنال‌های انتشاری

سیگنال‌های انتشاری از رادار و سامانه‌های ارتباطی جنگنده‌ها می‌تواند باعث شناسایی آن‌ها شوند. طراحان جنگنده اف-۳۵ با اضافه کردن قابلیت LPI و LPD به رادار و سامانه‌های ارتباطی اف-۳۵، از شناسایی شدن اف-۳۵ به هنگام انتشار سیگنال جلوگیری کرده‌اند.
جنگنده اف-۳۵ از روبرو سطح مقطع راداری ۰٫۰۰۱۴۳ مترمربع دارد که به اندازه یک توپ گلف است این سطح از رادارگریزی کشف اف-۳۵ بر روی باندهای فرکانسی ایکس و اس که مورد استفاده رادارهای کنترل آتش جنگنده‌ها و سامانه‌های پدافندی دوربرد و میان برد می‌باشند را بسیار مشکل کرده است. اف-۳۵ بر روی باندهای فرکانسی دیگر سطح مقطع بیشتری دارد و امکان کشف آن بر روی باندهای فرکانسی دیگر بیشتر است.

### رادار ای ان/ای پی جی-۸۱ (AN/APG81)

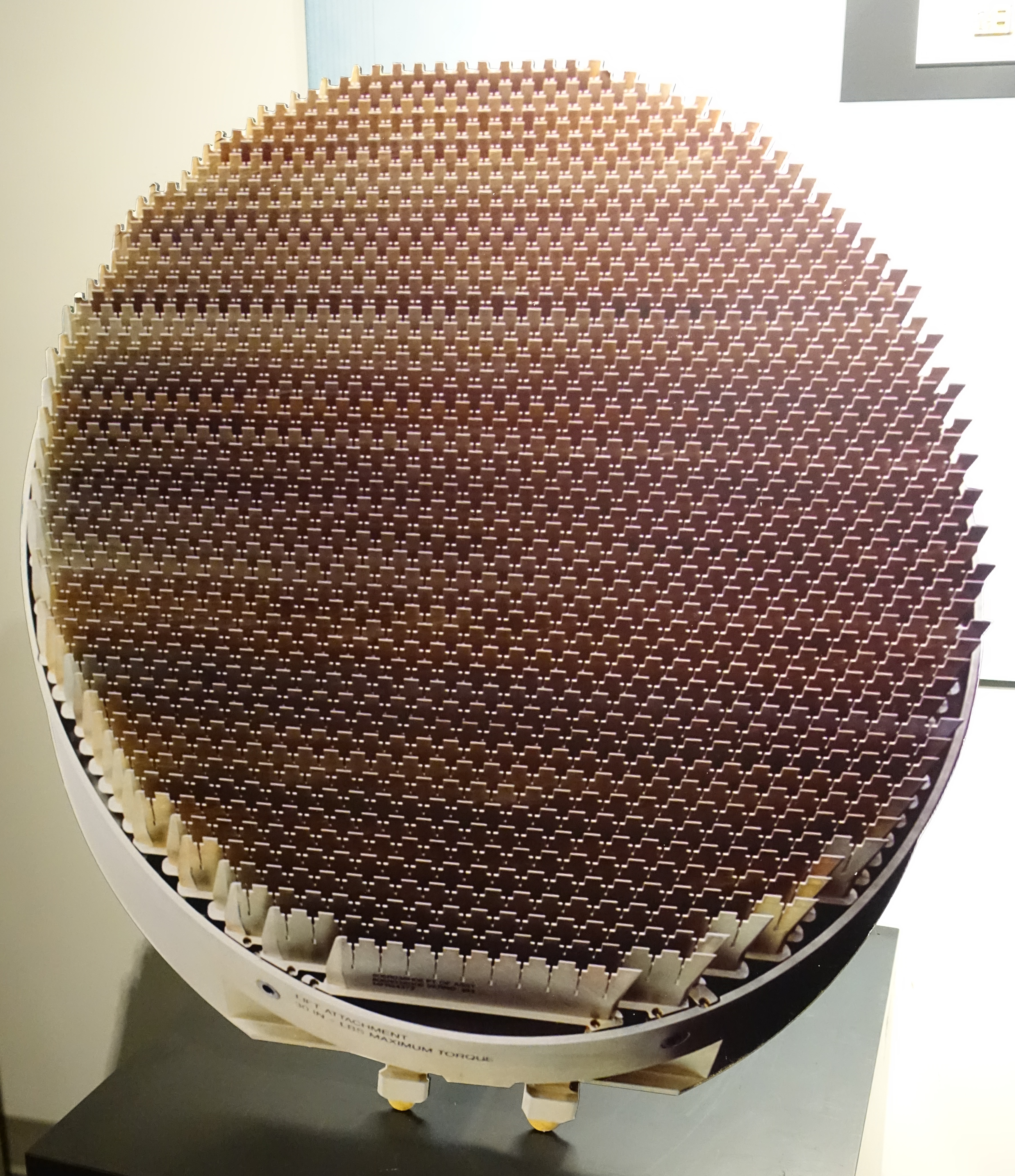
رادار آرایه فازی فعال ای ان/ ای پی جی - ۸۱

رادار AN/APG81 یک رادار آرایه فازی فعال است که توسط کمپانی نورثروپ گرومان برای جنگنده اف-۳۵ توسعه داده شده است. رادار جنگندهٔ اف-۳۵ نتیجه رقابت شرکت‌های وابسته به دولت ایالت متحده برای عقد بزرگ‌ترین قرارداد خرید رادار ارائه فازی فعال در جهان است. رادار AN/APG-81 یک رادار جانشین برای رادار AN/APG-77 اف-۲۲ رپتور است.
رادار AN/APG81 جنگنده اف-۳۵ یک رادار طراحی شده با سامانه چند حالته است. این رادار در مجموع ۳۲ حالت دارد که در تمام مدل‌های این جنگنده یکسان است. ۱۲ حالت هوا به هوا، ۱۲ حالت هوا به زمین (شامل دو حالت دریایی: کشف اهداف و جستجو دریا)، ۴ حالت جنگ الکترونیک (حمله الکترونیک و مقابله الکترونیک)، دو حالت مسیریابی و دو حالت هواشناسی.
رادار AN/APG81 با استفاده از ویژگی‌های LPI (احتمال کم رهگیری) و LPD (احتمال کم تشخیص) کار می‌کند که کشف هواپیما از طریق انتشار امواج را به حداقل ممکن می‌رساند که یکی از ملزومات پنهانکاری جنگنده‌ها است. این رادار دارای عمر عملیاتی ۱۰ هزار ساعت است.
این رادار توانایی حمله الکترونیکی مستقیم را نیز دارد که شامل ایجاد اهداف کاذب، حمله به شبکه‌های ارتباطی، اخلال پیشرفته و بسته‌های الگوریتمی جریان داده است. این توانایی به اف-۳۵ اجازه می‌دهد در رسیدن به اهداف از خود به خوبی دفاع کرده و رادارهای دشمن را سرکوب کند.
تیم طراحی رادار AN/APG81 در سال ۲۰۱۰ موفق به دریافت جایزه David Packard برای عملکرد عالی در برابر اخلالگرهای الکترونیکی شدند.

### سامانه روزنه توزیع شده DAS
یکی از مهم‌ترین برگ‌های برنده اف ۳۵ نسبت به نسل قبلی جنگنده‌ها و همچنین سایر جنگنده‌های نسل پنجم مجموعه الکترواپتیکی DAS است که از ۶ حسگر الکترواپتیکی فروسرخ AN/AAQ-37 ساخته شرکت نورثروپ گرومن تشکیل شده است. این ۶ حسگر هر کدام ۹۶ درجه را پوشش می‌دهند و طوری در قسمت مختلف جنگنده جانمایی شده‌اند که در مجموع زاویه پوششی ۵۷۰ درجه‌ای دارند، تصاویر این ۶ حسگر توسط نرام افزار و پردازشگرهای اف ۳۵ همپوشانی شده و یک تصویر کامل ۳۶۰ درجه از محیط اطراف را فراهم می‌کنند.
سامانه DAS سه توانایی را برای اف-۳۵ به‌طور هم‌زمان فراهم می‌کند:
- کشف و رهگیری موشک‌ها (شامل محل پرتاب موشک و راهنمای برای مقابله)[۵۵]
- کشف و رهگیری هواپیماها (آگاهی موقعیتی فروسرخ و راهنمایی سلاح‌ها)[۵۵]
- تهیه تصاویر برای نمایشگر کابین خلبان و سامانه دید در شب کلاه خلبان[۵۵]

سامانه DAS در سال ۲۰۱۰ طی یک پرواز آزمایشی بر روی بستر آزمایشی BAC-111 موفق به کشف و رهگیری موشک فالکون ۹ از فاصله ۱۳۰۰ کیلومتری شد و همچنین در رزمایش رد فلگ آلاسکا ۲۰۱۴ این سامانه رکورد جدیدتری ثبت کرده و یک موشک شلیک شده را از فاصله ۱۹۰۰ کیلومتری کشف نمود.
این سامانه همچنین در آزمایش‌ها موفق به کشف محل شلیک توپخانه و تانک‌ها شده است که البته این یک نیاز برای اف-۳۵ نیست.

### سامانه هدفگذاری الکترواپتیکی EOTS-AN/AAQ-40

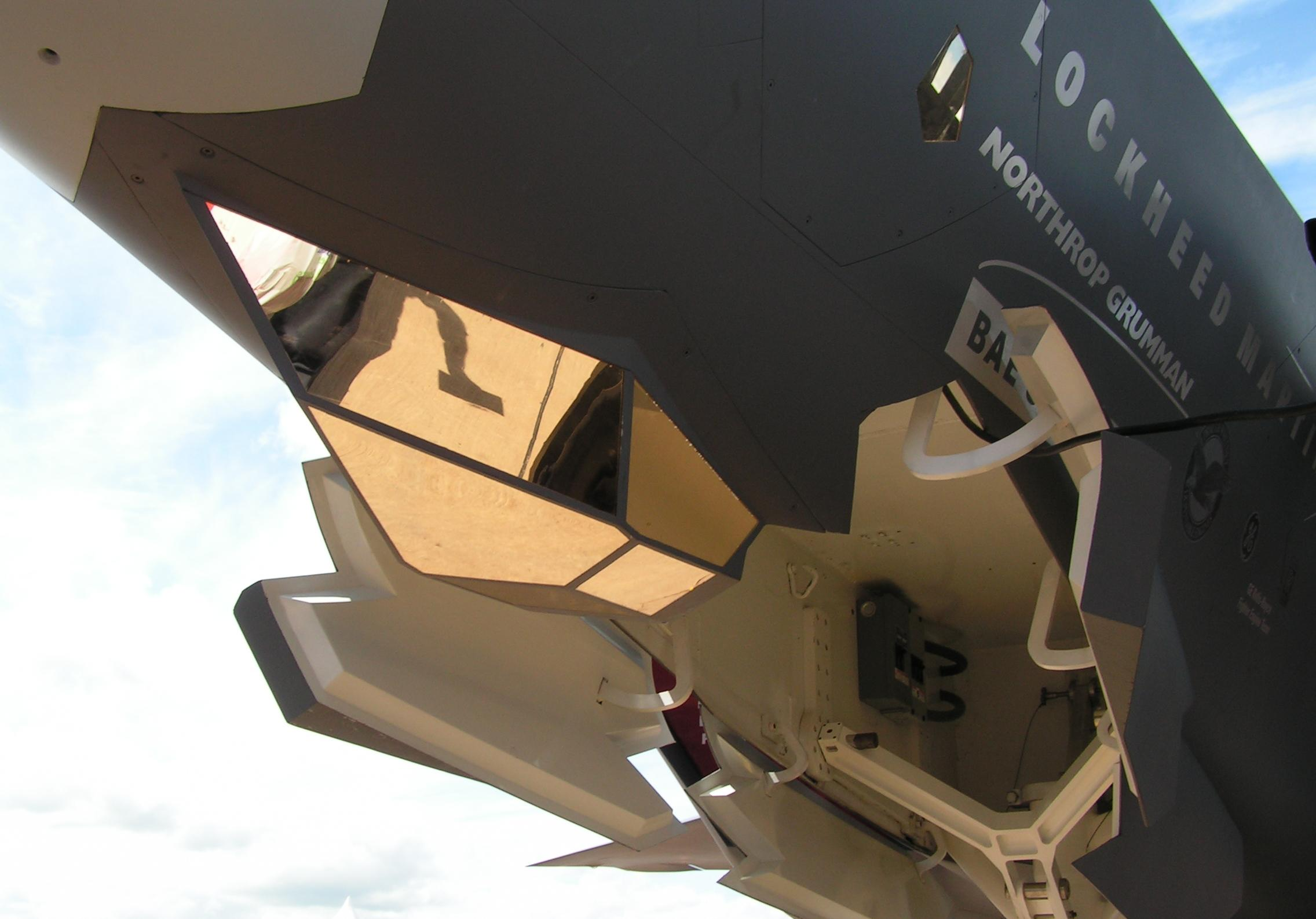
یک پیکرنما از اف-۳۵ که در آن سامانه هدف‌گذاری الکتروپتیکال EOTS زیر دماغه قرار دارد.

سامانه هدفگذاری الکترواپتیکی یک سامانه با صرفه، سبک‌وزن و با کاریی بالا است که برای جستجو و تصویر برداری فروسرخ هوا به هوا و هوا به زمین ساخته شده است. این سامانه از یک لیزر نشان‌گذار نیز بهره می‌برد که امکان استفاده از سلاح‌ها ی هدایت لیزری را برای اف-۳۵ فراهم می‌آورد. این سامانه همچنین باعث افزایش آگاهی وضعیتی خلبان اف-۳۵ از صحنه نبرد می‌شود.
سامانه هدفگذاری الکترواپتیکی در یک قالب پنجره‌ای چند ضلعی ساخته شده از یاقوت کبود با دوام قرار گرفته است و زیر دماغه اف-۳۵ نصب می‌گردد. طراحی این سامانه بر اساس اصول کم پیدایی صورت گرفته تا خللی در رادار گریزی اف-۳۵ ایجاد نکند.
سامانه هدف‌گذاری الکترواپتیکی قابلیت تصویر برداری دوربرد باکیفیت بالا را داراست، طوری‌که به وسیله این سامانه می‌توان از فاصله ۸۰ کیلومتری پنجره‌های یک ساختمان را از هم تشخیص داد.

### سامانه جنگ الکترونیک AN/ASQ-239
این سامانه ساخته شده توسط کمپانی بی ای ئی سیستمز بر اساس سامانه AN/ALR-94 جنگنده اف ۲۲ رپتور است اما گزارش که چندین بار حساس تر از نسل قبلی است. AN/ASQ-239 از ۱۰ مجموعه آنتن که در پیش بال‌ها، فلپ‌ها و سکان‌های افقی قرار دارند تشکیل شده است و یک پوشش ۳۶۰ درجه مناسب را فراهم نموده است.

### سامانه ارتباطی، راهبری، شناسایی (CNI AN/ASQ-242)
CNI یک مجموع از سامانه‌های ارتباطی، راهبری و شناسایی است که توسط کمپانی نورثروپ گرومن برای جنگنده اف-۳۵ طراحی شده است. این مجموعه سامانه‌های زیر را شامل می‌شود:
- سامانه لینک داده پیشرفته چندمنظوره (MADL)

سامانه MADL توسط کمپانی هریس اختصاصاً برای جنگنده اف-۳۵ در حال توسعه است. سامانه MADL از شش آنتن آرایه فازی (AAAs) و سه واحد آنتن رابط (AIUs) که تمامی جهات را پوشش می هند تشکیل شده است.
سامانه MADL از باند فرکانس Ku برای ارسال سیگنال در یک الگو "daisy chain" استفاده می‌کند بدین گونه که هواپیمای اول سیگنال را برای هواپیمای دوم و سپس هواپیمای سوم و هواپیماهای بعدی ارسال می‌کند.
استفاده از باند فرکانسی Ku و الگوی ارسال "daisy chain" توانایی LPI (احتمال کم رهگیری) و LPD (احتمال کم تشخیص) را برای این سامانه ارتباطی فراهم می‌کند. سامانه MADL به اف-۳۵ توانایی برقراری یک ارتباط شبکه‌ای امن و کشف ناپذیر با واحدهای هوایی، دریایی، زمینی و ماهواره‌ای را فراهم می‌کند.
- خط ارتباطی لینک ۱۶
- سامانه رادیویی تک کاناله زمینی و هوایی (SINCGARS)
- سامانه تشخیص دوست از دشمن (IFF)
- ارتفاع سنج رادار (radar altimeter)
- سامانه رادیویی باند AM, VHF, UHF AM ,VHF AM
- سامانه ابزار فرود (ILS)
- سامانه ناوبری هوایی تاکتیکی (TACAN)
- سامانه ابزار فرود بر روی ناو (ICLS)
- سامانه خط اطلاعاتی دیجیتال تاکتیکی (TADIL-J)
- سامانه فرود (JPALS)

### سیستم عامل
سیستم عامل کامپیوتری جنگنده اف-35 Integrity DO-178B نام دارد که توسط شرکت Green Hills Software در حال ساخت است. Integrity یک سیستم عامل real-time است و بلوک ۳ این نرم‌افزار از ۸٫۶ میلیون کد خط تشکیل شده که این نرم‌افزار را به پیچیده‌ترین برنامه کامپیوتری نوشته شده برای یک جنگنده تبدیل می‌کند. به گفته ژنرال Norton Schwartz روند توسعه این نرم‌افزار بزرگ‌ترین دلیل تأخیر در عملیاتی شدن اف-۳۵ است.
برنامه کامپیوتری جنگنده اف-۳۵ بیشتر از ۴ برابر برنامه کامپیوتری جنگنده اف ۲۲ رپتور کد خط برنامه‌نویسی دارد. این برنامه وظیفه کنترل پرواز، ترکیب داده‌های حسگرهای اف-۳۵، حمله الکترونیک، کنترل سلاح‌ها و همین‌طور به وجود آوردن یک تصویر کامل از کل صحنه نبرد را برعهده دارد. تا ماه مه ۲۰۱۵ حدود ۹۹٫۹ درصد از نرم‌افزار اف ۳۵ کدنویسی شده است.

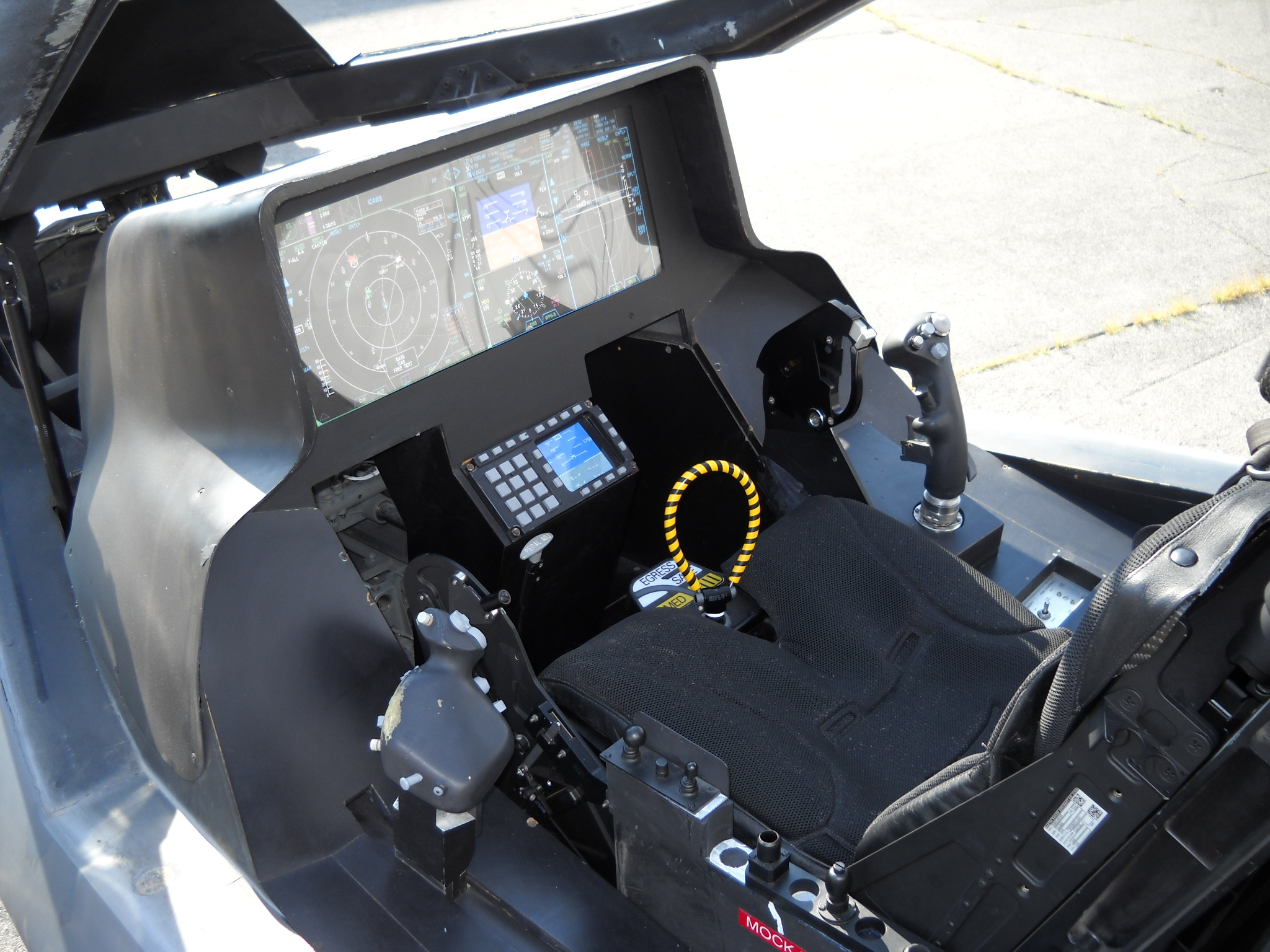
یک پیکرنما از اتاقک خلبان اف-۳۵

### اتاقک خلبان
اتاقک خلبان اف-۳۵ شامل یک صفحه نمایش ِ عریضِ تمام‌لمسی سراسرنما به اندازه ۲۰*۸ اینچ با تفکیک‌پذیری ۱۰۲۴ * ۲۵۶۰ پیکسل است. سامانه شناسایی گفتار موجود در اتاقک خلبان توسط کمپانی استرالیایی Adacel ساخته شده و طوری برنامه‌ریزی شده که به خلبان امکان کار کردن با هواپیما را به صورت ویژه‌ای می‌دهد. اف-۳۵ نخستین هواپیمای عملیاتی آمریکا است که از این سامانه استفاده می‌کند، گرچه این سامانه در هارییر ۲ نیز مورد استفاده قرار گرفته بود و در دیگر جنگنده‌ها به صورت آزمایشی استفاده شده بود که می‌توان اف ۱۶ ویستا را در این میان نام برد.
یک سامانه نمایشگر نیز در کلاه خلبان گذاشته شده است. اف-۳۵ نخستین جنگنده‌ای است که سامانه هاد ندارد و تنها از این سامانه بهره می‌جوید. اهرمک کنترل جنگنده نیز در سمت راست اتاقک خلبان قرار دارد.
سامانه نمایشگر جدید نصب شده بر روی کلاه خلبان در هواپیمای اف-۳۵ محدودهٔ دید گسترده‌تری را برای خلبان این هواپیما فراهم می‌آورد، علاوه بر این توانایی دید در شب را نیز در خود جای داده است که درنگاه اول می‌تواند برای خلبان حریف ترسناک باشد. این سامانه باعث بی‌نیازی خلبان از نمایشگرهای درون اتاقک به مدت طولانی شد و از سویی دیگر خلبان را به شکل یک روح ترسناک درآورد. سامانه نمایشگر نصب شده درون کلاه خلبان،HDMS(کوتاه‌شده Helmet-Mounted Display System)، هواپیمای اف-۳۵ دربرگیرندهٔ انواعی از جذابیت‌های فراوان و شگفت‌انگیز است که از بین آن‌ها می‌توان به هدف‌گیری خارج از محور و جستجوگر بالای کلاه اشاره کرد که سطح هوشیاری بی‌سابقه و قابلیت‌های تاکتیکی فوق‌العاده‌ای را در اختیار خلبان قرار می‌دهد.
صندلی پران مدل US16E ساخت کمپانی مارتین بیکر آمریکا در اف-۳۵ مورد استفاده قرار گرفته است. این صندلی براساس معیارهای بسیار دقیقی طراحی شده که امکان پرش خلبان در ارتفاع پست، فشار گرانشی کنترل‌شده در هنگام پرتاب خلبان و اندازه بدن خلبان را دربر میگرد. یواس۱۶ئی از دو پرتاب‌کننده که به صورت ریلی قرار گرفته‌اند استفاده می‌کند.

## برنامه بروزرسانی
- مقابله مستقیم فروسرخ (DIRCM)

شرکت نورثروپ گرومن در حال طراحی و ساخت یک سامانه لیزری برای جنگنده اف ۳۵ در جهت اخلال و از کار انداختن موشک‌های هدایت فروسرخ شلیک شده به سمت جنگنده‌ها است. در حال حاضر نمونه‌هایی از سامانه‌های مقابله مستقیم فروسرخ همچون AN/AAQ-24 بر روی هواپیماهای سی ۱۳۰ و وی-۲۲ اوسپری نصب شده است. اف ۳۵ نخستین جنگنده‌ای خواهد بود که از چنین سیستم بهره خواهد برد. این سامانه لیزری که نام ThNDR گرفته با سامانه الکترواپتیکی روزنه توزیع شده DAS هماهنگ بوده و یک پوشش ۳۶۰ درجه را خواهد داشت.
- موشک هوا به هوا کودا

موشک هوا به هوای کودا مهم‌ترین سلاح نسل آینده در حالی طراحی برای جنگنده اف ۳۵ است. اف ۳۵ قادر به حمل ۸ تا ۱۲ فروند از این موشک در جایگاه داخلی جنگ‌افزارهایش است، درحالی‌که فقط توان حمل ۴ تا ۶ موشک نسل حاضر ایم-۱۲۰ امرام را داراست.
کودا درحالی‌که کوچک‌تر از آمرام خواهد بود، بردی برابر با آمرام خواهد داشت. همچنین کودا همانند موشک‌های سامانه پاتریوت PAC-3 از جستجوگر داخلی چند حالته بهره می‌برد.
کودا از چنان دقت بالایی برخودار است که برای آن سر جنگی از نوع انرژی جنبشی طراحی شده است. این موشک توانایی هدف قرار دادن موشک‌ها را نیز خواهد داشت.
- موتورهای چندمنظوره تطبیق پذیر (ADVENT)

موتور فعلی جنگنده اف ۳۵ دارای ضریب کنار گذر بالای ۰٫۵۷ است که اجازه پروازهای دوربرد در حالت کروز را فراهم می‌کند. کنار گذر بالا در موتورهای جت باعث افزایش کارآمدی و کنار گذر پایین باعث افزایش نیروی خروجی موتور می‌شود همانند موتور جنگنده اف ۱۶ که دارای ضریب پایین کنار گذر ۰٫۳۶ است.

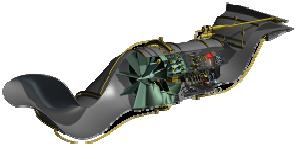
موتور چند منظوره تطبیق پذیر

برنامه موتورهای چندمنظوره تطبیق پذیر در سال ۲۰۰۷ آغاز شد. هدف نیروی هوایی آمریکا از این برنامه حمایت از ساخت یک موتور جت با کنارگذر متغیر بود، موتوری که می‌تواند با بازکردن کانال‌های ورودی هوای کنار گذر را افزایش و با بستن آن‌ها کنار گذر را کاهش دهد. این ویژگی باعث افزایش نیروی خروجی و در عین حالا باعث بهره‌وری مناسب سوخت می‌شود. همچنین یک ویژگی جانبی این موتورها کاهش چشمگیر تشعشعات فروسرخ است.
هدف برنامه موتورهای تطبیق پذیر چند منظوره ارتقاء جنگنده اف ۳۵ پس از سال ۲۰۲۰ به این موتورها است که باعث کاهش ۲۵ درصدی مصرف سوخت، افزایش ۵ درصدی قدرت نظامی، افزایش ۱۰ درصد نیروی رانش و در نهایت افزایش ۳۰ درصدی برد جنگنده می‌شود.
- اخلالگرهای نسل بعد (NGJ)

اخلالگرهای نسل بعد از منبع نیرو، سیستم خنک‌سازی و کامپیوتر داخلی استفاده می‌کنند که عمدتاً توان فعالیت مستقل از جنگنده را دارا هستند. این اخلالگرها دارای یک بانک اطلاعاتی کامل از تمام تهدیدات شناخته شده می‌باشند که با رجوع به این منبع می‌توانند بهترین پاسخ را به تهدیدات داشته باشند.
این اخلالگرها دارای ۶ آنتن آرایه فازی فعال با یک پوشش ۳۶۰ درجه خواهند بود. فناوری آرایه فازی فعال این امکان را فراهم خواهد کرد که از طریق یک حمله سایبری سیستم‌های کامپیوتری هدف را هک یا از کار انداخت.
اخلالگرهای نسل بعد توان فعالیت روی تمامی باندهای فرکانسی از فرکانس‌های پایین همچون VHF تا ریز موج‌ها همانند Ku را دارا خواهند بود و در اصطلاح wide-band jammer محسوب می‌شوند.
این اخلالگرها از جریان هوا در هنگام پرواز برای تأمین نیرو استفاده خواهند کرد و همچنین یک اخلالگر دورایستا (SOJ) محسوب می‌شوند که می‌توانند از فواصل بسیار دور بر روی هدف اخلال ایجاد کنند
- غلاف چند منظوره (MMP)
- لیزر با انرژی بالا (HEL)

## وضعیت پروژه

### هزینه‌ها

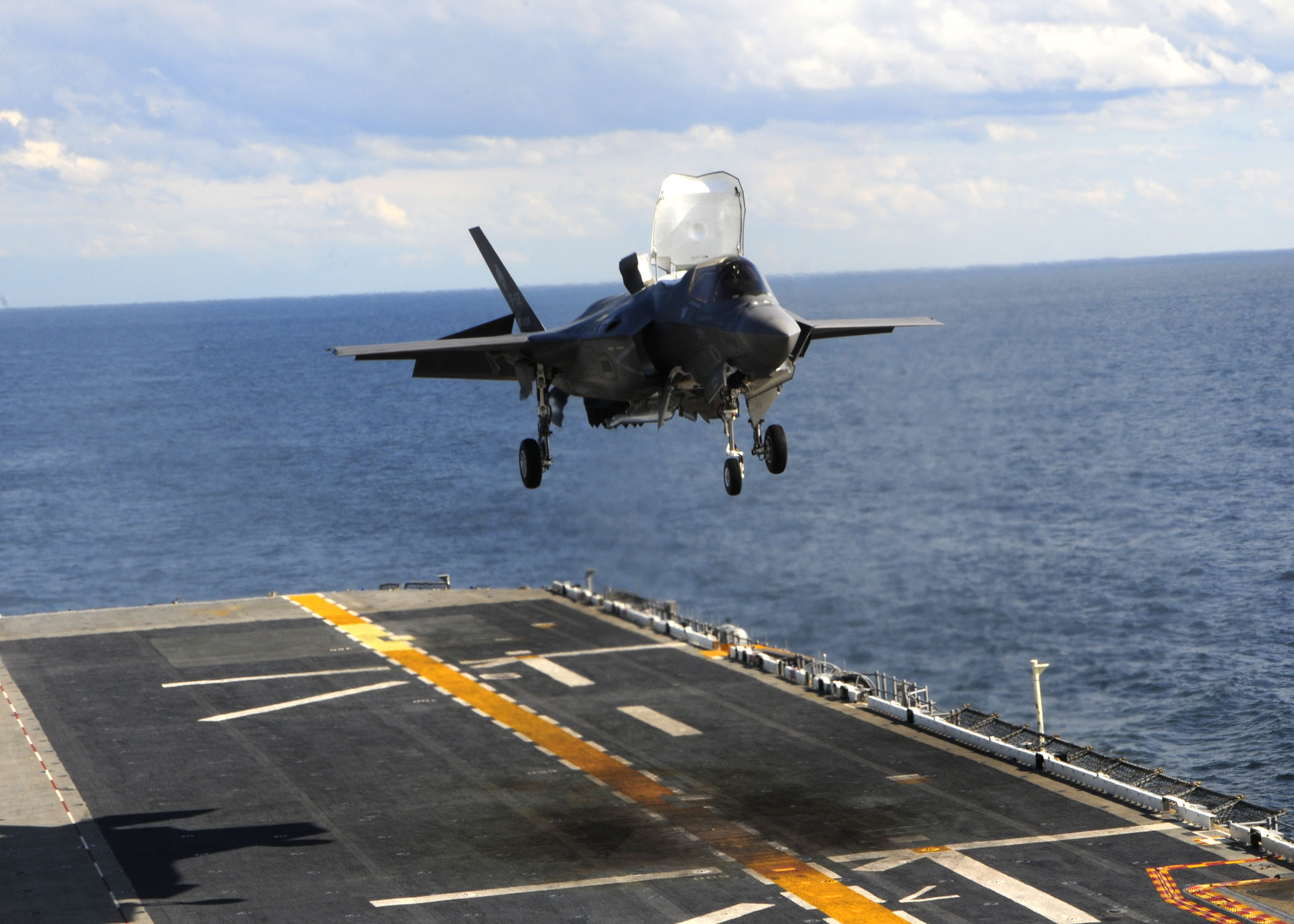

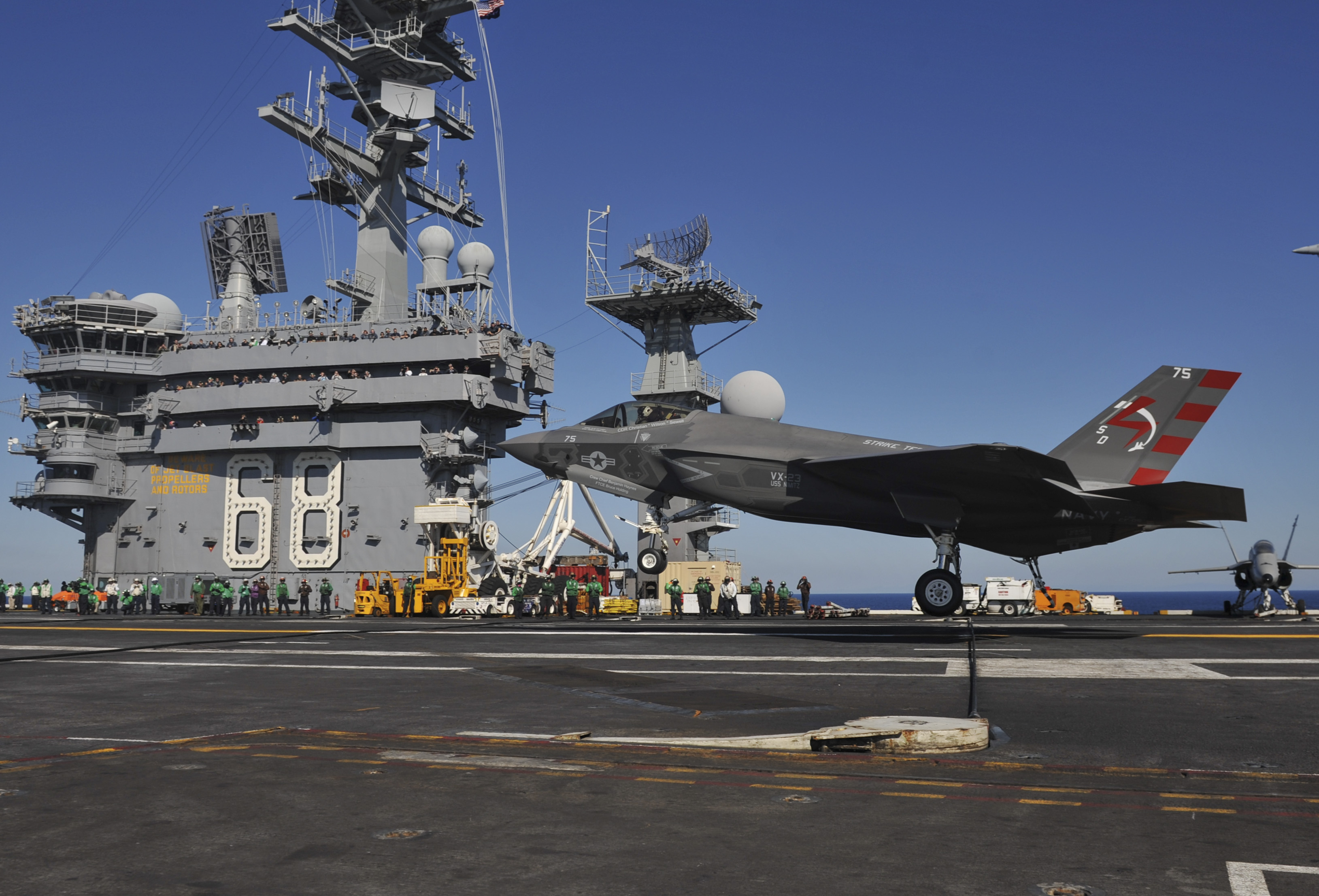
بر روی ناو یو.اس. اس نیمیتز

پروژه جنگنده تهاجمی مشترک (JSF) در سال ۲۰۰۱ با هدف توسعه و ساخت ۳۰۰۰ فروند از این جنگنده با هزینه ۲۳۳ میلیارد دلاری آغاز شد که در آن قیمت هر جنگنده ۳۵–۴۵ میلیون دلار برآورد شده بود. با گذشت زمان مشخص گردید دستیابی به چنین سطح از تکنولوژی با برآوردهای هزینه‌ای که در ابتدا شده بود ممکن نیست و برآوردهای نهایی که در سال ۲۰۱۴ توسط وزرات دفاع آمریکا صورت گرفت مشخص کرد هزینه تولید و توسعه ۲۴۴۳ فروند جنگنده اف-۳۵، ۳۹۲٫۲ میلیارد دلار هزینه در برخواهد داشت که با احتساب تورم قیمت دلار هزینه‌های این پروژه ۶۸ درصد نسبت به آنچه در سال ۲۰۰۱ پیش‌بینی شده بود افزایش پیدا کرده است.
قیمت کنونی هر فروند اف-۳۵ در آخرین سفارش خط تولید (LRIP ۱۱):
- اف-۳۵ ای ۸۹٫۲ میلیون دلار
- اف-۳۵ بی ۱۱۵٫۵ میلیون دلار
- اف-۳۵ سی ۱۰۷٫۷ میلیون دلار

بوده است؛ که قرار است با افزایش تعداد سفارش‌ها طی سال‌های آینده کاهش یابد.
وزرات دفاع آمریکا همچنین با افزایش هزینه‌ها چرخه حیات این جنگنده را برای بیش از ۵۵ سال ۱٫۱ تریلیون (هزارمیلیارد) دلار برآورد کرده بود. اما در برآوردهای جدید و دقیق تر این وزارتخانه هزینه چرخه حیات این جنگنده برای بیش از ۵۵ سال ۸۵۷ میلیارد دلار ذکر شده که ۲۲ درصد نسبت به برآورد قبلی کمتر است.
افزایش هزینه‌های پروژه ساخت و توسعه اف-۳۵ منتقدان زیادی داشته با این حال اف-۳۵ ازران قیمت‌ترین جنگنده رادار گریز و نسل ۵ است که در آمریکا ساخته شده به‌طوری‌که قیمت آن نصف قیمت دیگر جنگنده نسل ۵ آمریکا اف ۲۲ است. همچنین قدرت نبرد این جنگنده این چند برابر جنگنده‌های نسل قبلی بوده که تمایل به استفاده از آن را بیش از پیش کرده است.

### شرکای بین‌المللی

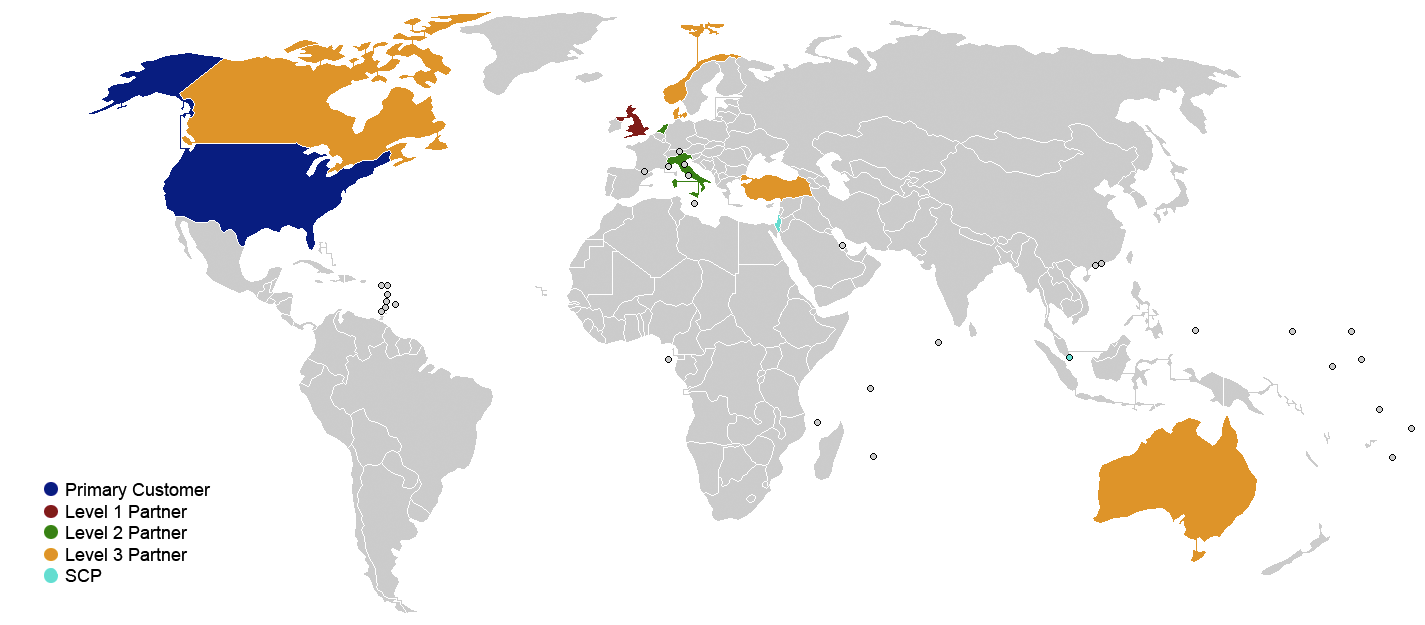
کشورهای شریک پروژه:
مشتری اصلی: ایالات متحده آمریکا
شریک سطح اول: بریتانیا
شرکای سطح دوم: ایتالیا و هلند
شرکای سطح سوم: ترکیه، کانادا، استرالیا، نروژ و دانمارک
شرکای امنیتی: اسرائیل و سنگاپور

ایالات متحده آمریکا مشتری و سرمایه‌گذار اصلی پروژه توسعه و ساخت اف-۳۵ است و بیشتر هزینه‌های توسعه این پروژه که بیش از ۴۰ میلیارد دلار است را پرداخت کرده است. با این حال پروژه اف-۳۵ یک پروژه بین‌المللی ست که شرکای این پروژه شامل کشورهای بریتانیا، ایتالیا، هلند، ترکیه، کانادا، استرالیا، نروژ و دانمارک ۴٫۳۷۵ میلیارد دلار از هزینه‌های توسعه این پروژه را پرداخت می‌کنند.
بریتانیا به عنوان شریک سطح یک ۲٫۵ میلیارد دلار از هزینه توسعه پروژه را پرداخت می‌کند. در سطح دوم شرکای کشورهای ایتالیا و هلند قرار دارند که که به ترتیب ۱ میلیارد دلار و ۸۰۰ میلیون دلار پرداخت می‌کنند. در سطح سوم شرکا ترکیه با ۱۹۵ میلیون دلار، کانادا با ۱۶۰ میلیون دلار، استرالیا با ۱۴۴ میلیون دلار، نروژ با ۱۲۲ میلیون دلار و دانمارک با ۱۱۰ میلیون دلار هزینه برای توسعه پروژه قرار دارند. اسرائیل و سنگاپور نیز به عنوان شرکای امنیتی پروژه شناخته می‌شوند.

### سرقت اطلاعات
تا به حال کشورهایی اقدام به دستیابی به اطلاعات این جنگنده کرده‌اند از جمله چین و ایران. مظفر خزاعی، از جمله کسانی بود که به عنوان مهندس در استخدام شرکت آمریکایی پرت اند ویتنی و در این سمت، وظیفه آزمایش استحکام قطعات موتور جت را برعهده داشت. آقای خزاعی روز ۹ ژانویه ۲۰۱۴ در فرودگاه بین‌المللی لیبرتی نیوآرک در ایالت نیوجرسی پیش از پروازی به آلمان دستگیر شد. مقام‌ها می‌گوید او از آلمان به ایران می‌رفت. گفته می‌شود او اطلاعات حساسی دربارهٔ جت‌های جنگنده اف ۳۵ و اف ۲۲ به همراه داشت. احتمالاً ایران قصد استفاده از این اطلاعات در ساخت قاهر ۳۱۳ داشته است.
در آوریل ۲۰۰۹، پنتاگون گزارش کرد که فناوری و اطلاعات مربوط به ساخت لاکهید مارتین اف-۳۵ لایتنینگ ۲ توسط یک هکر چینی به صنایع دفاع چین منتقل شده و لو رفته است؛ بنابراین احتمال دارد در ساخت جنگندهٔ چنگدو جی-۲۰ از فناوری‌های به‌کار رفته در ساخت اف-۳۵ استفاده شده باشد؛ زیرا فناوری به‌کار رفته در جی-۲۰ در زمینهٔ سامانه‌های هدف‌گیری پیشرفتهٔ لایتنینگ و سامانه‌های رمزنگاری شدهٔ ارتباطی، دقیقاً مشابه فناوری اف-۳۵ آمریکایی هستند.
طبق گزارش فارین پالیسی، هکرهای چینی با جاسوسی از اسرائیل که از فناوری‌های آمریکایی استفاده می‌کند، به فناوری‌های این جنگنده دست پیدا کرده‌اند. نشریه نشنال اینترست در مقاله‌ای از همکاری‌های آشکار و پنهان کشور اسرائیل با چین در زمینهٔ فناوری‌های پیشرفته ابراز نگرانی کرد و آن را برای ایالات متحدهٔ آمریکا زیان‌بار دانست.

## سفارش‌ها و طرح‌های خرید
ایالات متحده آمریکا:

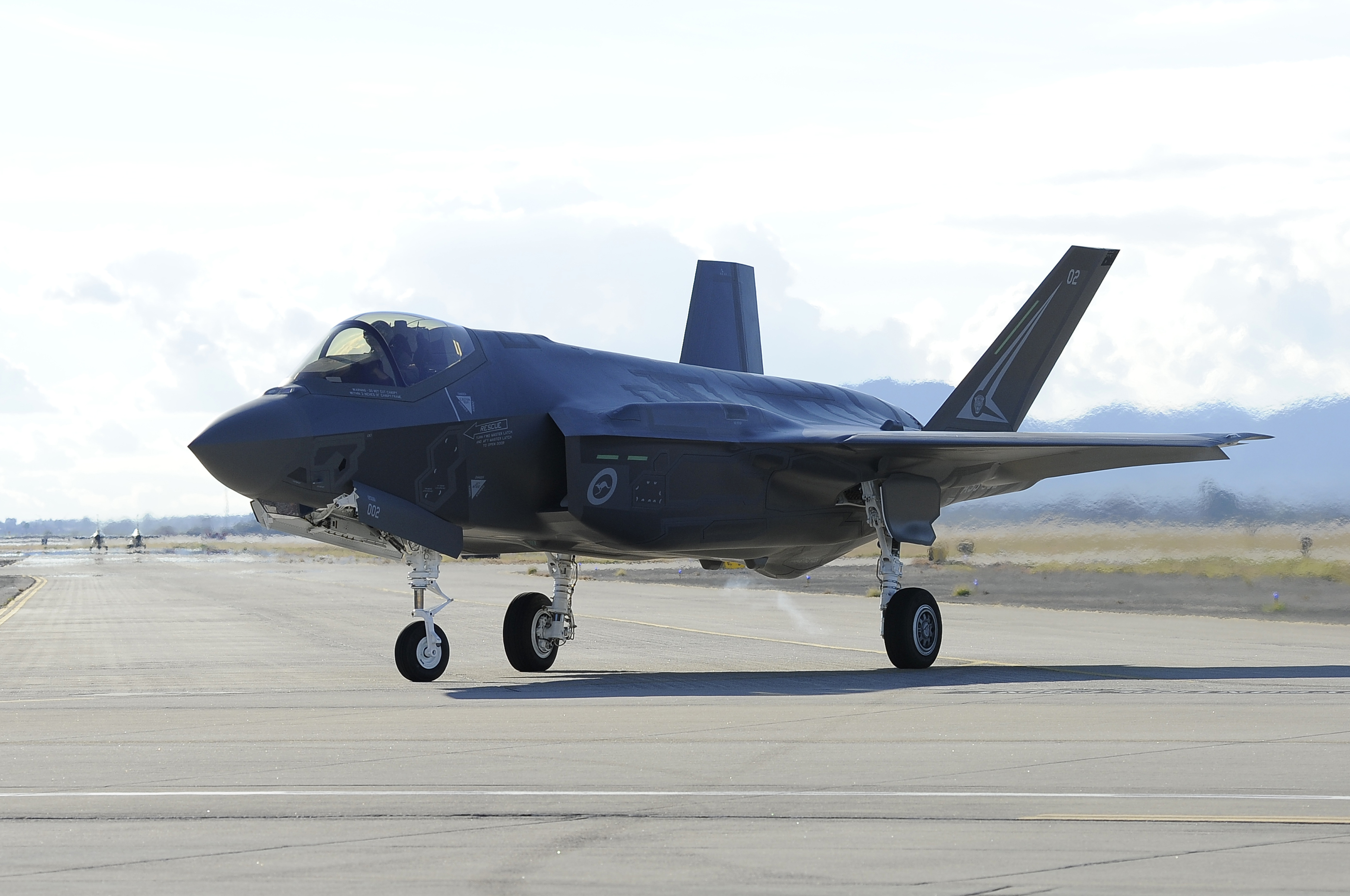
نخستین فروند اف-۳۵ نیروی هوایی استرالیا

- نیروی هوایی آمریکا: اف-۳۵ ای ۱۷۶۳ فروند طرح خرید[۳۱]
- نیروی دریایی آمریکا: اف-۳۵ سی ۲۶۰ فروند طرح خرید[۳۱]
- سپاه تنفگندارن دریایی آمریکا: اف-۳۵ بی/سی ۴۲۰ فروند طرح خرید[۳۱]

استرالیا:
- نیروی هوایی سلطنتی استرالیا: اف-۳۵ ای ۷۲ فروند سفارش داده شده - ۱۰۰ فروند طرح خرید[۸۱]

ایتالیا:
- نیروی هوایی ایتالیا: اف-۳۵ ای/بی ۶ فروند سفارش داده شده - ۶۹ فروند طرح خرید
- نیروی دریایی ایتالیا: اف-۳۵ بی ۱۵ فروند طرح خرید[۸۲]

هلند:
- نیروی هوایی پادشاهی هلند: اف-۳۵ ای ۲ فروند سفارش داده شده - ۳۵ فروند طرح خرید

نروژ:
- نیروی هوایی پادشاهی نروژ: اف-۳۵ ای ۴ فروند سفارش داده شده - ۵۶ فروند طرح خرید[۸۳]

ترکیه:
- نیروی هوایی ترکیه: اف-۳۵ ای ۲ فروند سفارش داده شده - ۱۰۰ فروند طرح خرید.

به دلیل التهابات سیاسی بین آمریکا و ترکیه در خصوص خرید سامانه موشکی اس-۴۰۰ از روسیه قرارداد خرید و آموزش خلبان به‌صورت یکجانبه توسط دولت آمریکا لغو گردید و دولت آمریکا تا نهم مرداد ۱۳۹۸ به خلبانان اف-۳۵ تحت آموزش ترکیه فرصت داد تا خاک آمریکا را ترک کنند.
بریتانیا:

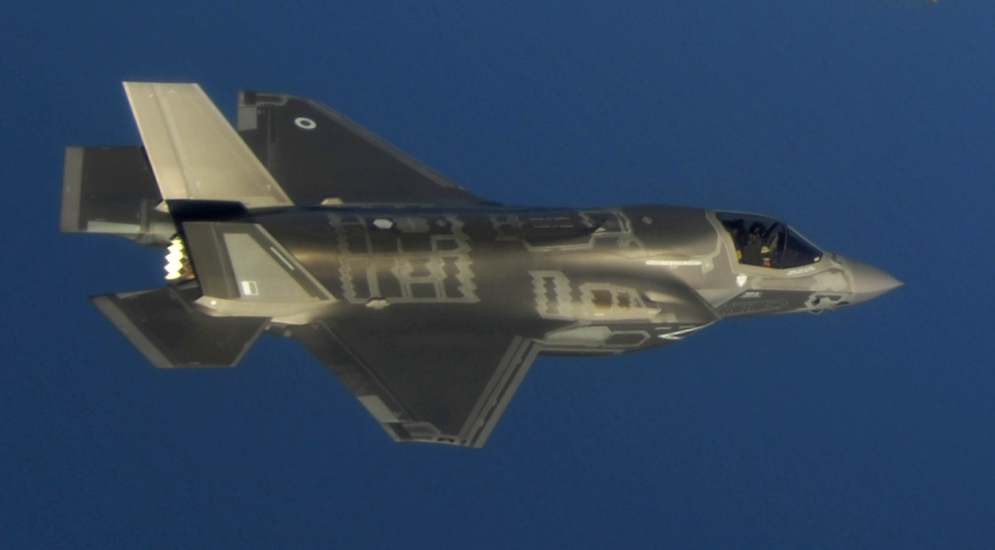
اف-۳۵ بی بریتانیا

- نیروی هوایی سلطنتی بریتانیا و نیروی دریایی بریتانیا: ۱۶ فروند سفارش داده شده - ۱۳۸ فروند طرح خرید

کانادا:
- نیروی هوایی کانادا: اف-۳۵ ای ۶۵ فروند طرح خرید

اسرائیل:
- نیروی هوایی اسرائیل: اف-۳۵ ای ۵۰ فروند سفارش داده شده - ۷۵ فروند طرح خرید[۳۹]

ژاپن:
- نیروی هوایی ژاپن: اف-۳۵ ای ۴۲ فروند طرح خرید

کره جنوبی:
- نیروی هوایی کره جنوبی: اف-۳۵ ای ۴۰ فروند سفارش داده شده[۸۵] طرح خرید ۲۵ فروند دیگر[نیازمند منبع]

## حوادث و سابقه انهدام
- در ۲۳ ژوئن ۲۰۱۴ یک فروند اف-۳۵ ای در پایگاه نیروی هوایی اگلین آمریکا، هنگام آماده شدن برای برخاست در ناحیه موتور دچار آتش‌سوزی شد. این آتش توسط آتش‌نشان‌ها با موفقیت مهار شد و خلبان به سلامت از هواپیما خارج شد. در پی این حادثه تمامی موارد تمرین در ۲۵ ژوئن متوقف و در پی آن پرواز تمامی جنگنده‌های اف-۳۵ در تاریخ ۳ ژوئیه متوقف شد.[۸۶] در بررسی حادثه توسط کارشناسان، بخش‌هایی از قطعات موتور آتش گرفته بر روی زمین کشف شد که نشان‌دهندهٔ یک نقص فنی قابل توجه بود.[۸۷] ناوگان‌ها جنگنده‌های اف-۳۵ دوباره از ۱۵ ژوئیه اجازه پرواز را به‌دست آوردند.[۸۸] یافته‌های اولیه نشان می‌دهد که سایش بیش از حد تیغه‌های فن موتور ایجاد افزایش فشار در نهایت به شکست فاجعه‌بار فن انجامیده است.[۸۹] به گفته برخی منابع یک اف_۳۵متعلق به ایالات متحده آمریکا سقوط کرده است اما از سرنوشت جنگنده خبری نیست.
- در تاریخ ۲۸ سپتامبر ۲۰۱۸، یک فروند اف-۳۵ بی سپاه تفنگداران دریایی ایالات متحده آمریکا در نزدیکی پایگاه نیروی هوایی، دریایی بیوفورت کارولینای جنوبی، پس از اجکت موفقیت‌آمیز خلبان سقوط کرد. خلبان این جنگنده نجات یافت اما خود هواپیما در این حادثه نابود شد. این نخستین سقوط در تاریخچه اف ۳۵ بود که به سرعت خبرساز شد.[۳][۹۰] در پی این سقوط وزارت دفاع آمریکا پرواز این جنگنده‌ها را متوقف کرد. سخنگوی پروژه اف-۳۵ گفت: آمریکا، اسرائیل و بریتانیا پرواز این هواپیماها را به حال تعلیق درآورده‌اند. تعلیق پرواز این هواپیما به خاطر بازرسی در سیستم سوخت‌رسانی صورت گرفته است.[۳][۹۱]پس از انجام بازرسی‌های فنی تا اواسط ماه اکتبر ۲۰۱۸ بیشتر جنگنده‌های اف ۳۵ پروازهای خود را دوباره از سر گرفتند.[۹۲]
- در تاریخ ۹ آوریل ۲۰۱۹ یک جنگنده اف-۳۵ نیروی هوایی ژاپن در حالی که مشغول پرواز بر فراز اقیانوس آرام بود، ناپدید شد. این جنگنده در حالی که در ۱۳۵ کیلومتری میساوا، آئوموری، شهری در شمال شرق ژاپن پرواز می‌کرد از صفحه رادار محو شد. یک روز بعد از این حادثه تاکشی ایوایا وزیر وزارت دفاع ژاپن اعلام کرد که تیم جستجو و نجات توانسته دُم این جنگنده را پیدا کند و این نشان می‌دهد که این جنگنده سقوط کرده اما جسد خلبان جنگنده هنوز پیدا نشده است. حدود یک ماه بعد تاکشی ایوایا خبر داد که تیم جستجو و نجات ژاپن موفق شده است جعبه سیاه و کابین خلبان این جنگنده را از داخل آب‌های اقیانوس آرام بیرون بکشند. ایوایا گفت حافظهٔ جعبه سیاه این هواپیما به‌طور کامل پاک شده است. ایوایا احتمالاً به دلیل مسائل امنیتی نگفت که ژاپن در چه مکان و در چه عمقی در اقیانوس آرام موفق به یافتن باقی ماندهٔ لاشهٔ این جنگنده شده است. این درحالی است که خلبان جنگنده همچنان مفقود است. بعد از این حادثه ژاپن ۱۲ جنگنده دیگر اف-۳۵ خود را زمین‌گیر کرد.[۹۳]
- در نوامبر ۲۰۲۱ یک فروند اف-۳۵ نیروی دریایی انگلیس پس از نقص فنی در دریا سقوط کرد.[۹۴] خلبان با موفقیت ایجکت نمود.[۹۵]
- در ۱۵ دسامبر ۲۰۲۲، یک فروند اف-۳۵بی در طی یک فرود عمودی ناموفق در پایگاه هوایی فورت ورث در تگزاس سقوط کرد. خلبان موفق به اجکت به موقع از جنگنده شد و آسیب جدی‌ای ندید. این هواپیما تحت آزمایش بود و هنوز توسط لاکهید مارتین به ارتش ایالات متحده تحویل داده نشده بود.

## تسلیحات

### توپ GAU-22/A
GAU-22/A یک توپ ۲۵ میلی‌متری که توسعه یافته توپ GAU-12 است. توپ GAU-22/A یک توپ ۴ لول است که مهترین تفاوت این توپ، با توپ GAU-12 که ۵ لول است، به‌شمار می‌آید. این توپ دارای نرخ آتش ۳٬۳۰۰ گلوله در دقیقه است و دقت آن ۱٫۴ میلی رادیان است.
اف۳۵ ای این توپ را در داخل بدنه بالای ورودی هوای سمت چپ حمل می‌کند ولی اف-۳۵ بی و سی این توپ را داخل یک غلاف رادارگریز خارج از بدنه حمل می‌کنند.

### بمب‌های هدایت لیزری
اف-۳۵ از توان حمل و استفاده از بمب‌های هدایت لیزری سری پیووی ۲ (GBU-12، GBU-16، GBU-10 GBU-24) را دارد که از این میان فقط بمب GBU-12 قابل حمل در جایگاه داخلی اف-۳۵ است و دیگر بمب‌ها قابل حمل بر ۴ پایلون خارجی هستند.

### موشک‌های هوا به هوا

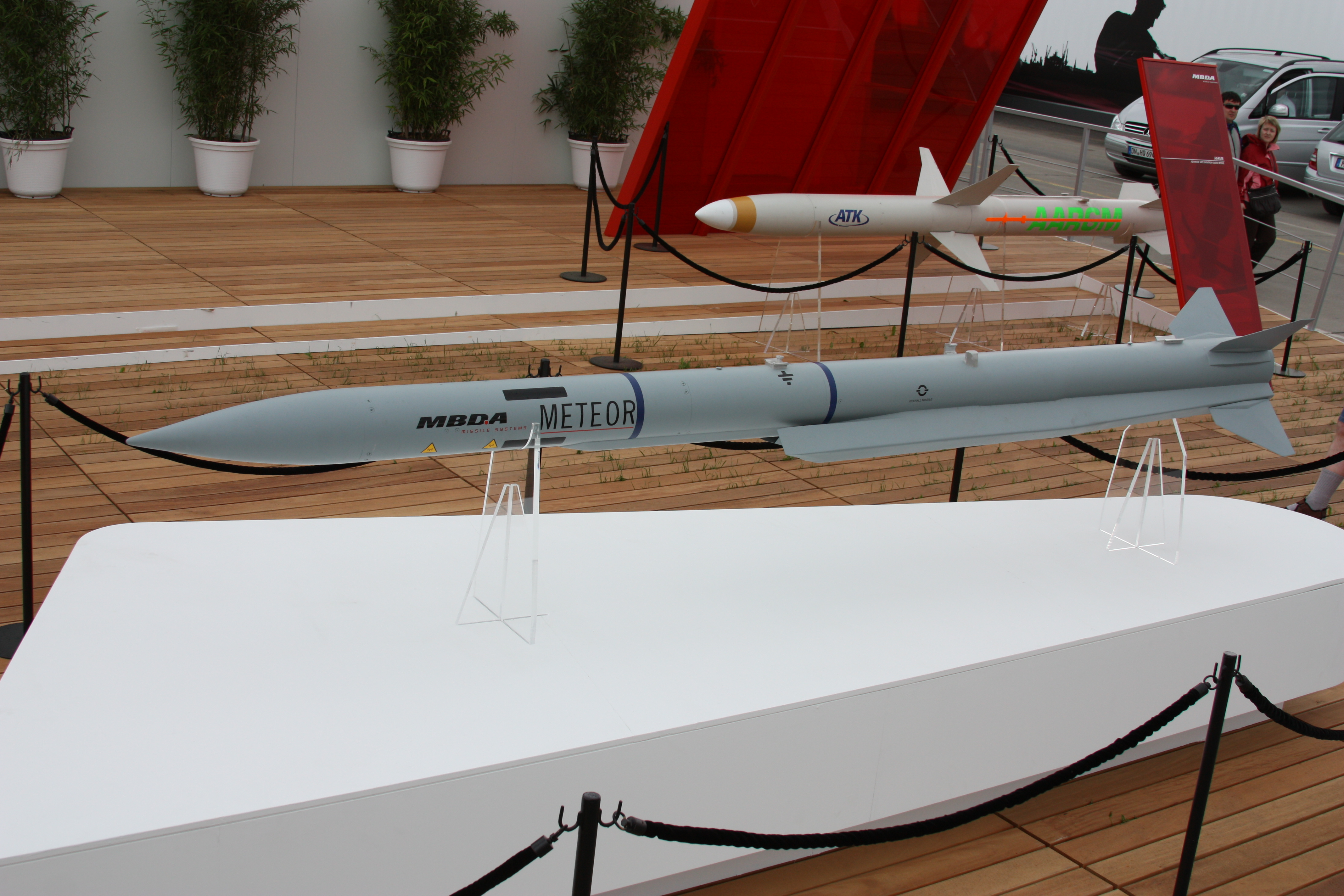
موشک هوا به هوای میتور

- ایم-۱۲۰ آمرام: یک موشک فعال راداری برای درگیری فراتر از میدان دید است که اف-۳۵ توانایی حمل ۴ عدد از آن را در جایگاه داخلی و ۸ عدد در جایگاه‌های خارجی را دارد. اف-۳۵ از مدل سی (۱۰۰ کیلومتر برد) و مدل دی (۱۸۰ کیلومتر برد) استفاده خواهد کرد.[۹۶]
- ایم ۹ ایکس سایدوایندر: یک موشک تصویر بردار فروسرخ با مقاومت بالا در برابر اخلال گرهای فلیر است. اف-۳۵ دو موشک از این نوع را در جایگاه انتهایی خارج از بدنه حمل می‌کند.[۹۷]
- میتور: یک موشک فعال راداری برای درگیر فراتر از میدان دید است. میتور بیش از ۳۰۰ کیلومتر برد دارد و قابلیت استفاده‌ای شبکه‌ای را نیز داراست. اف-۳۵، ۴ موشک میتور را در جایگاه داخلی حمل خواهد کرد.[۹۸]
- ایم ۱۳۲ آسرام: یک موشک تصویر بردار فروسرخ با مقاومت بالا در برابر اخلال گرهای فلیر است. اسرام قابلیت قفل کردن بعد از شلیک و توانایی درگیری فراتر از میدان دید را داراست. اف-۳۵ توانایی حمل آسرام در جایگاه داخلی را دارد.[۹۹]

### موشک‌های هوا به زمین
- موشک کروز ای جی ام-۱۵۸ جزم: یک موشک کروز رادارگریز آمریکایی است که بسته به مدل ۳۷۰ تا ۱۰۰۰ کیلومتر برد دارد. اف-۳۵ توان حمل ۴ موشک از این نوع را در جایگاه‌های خارجی دارد.[۱۰۰]

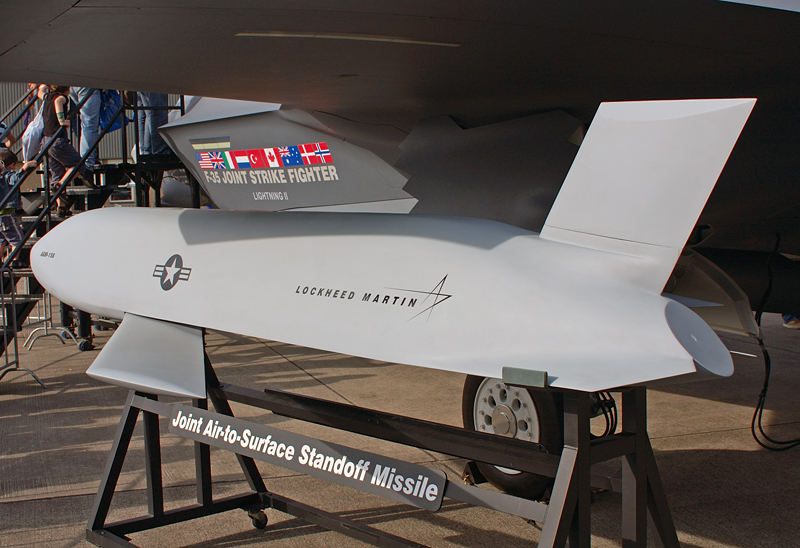
ماکت موشک کروز جزم

- موشک کروز شدو استروم: یک موشک کروز رادارگریز اروپایی است که ۲۵۰ کیلومتر بردارد و اف-۳۵ توان حمل آن در جایگاه‌های خارجی داراست.[۱۰۱]
- موشک کروز اسپیر: یک موشک مینی کروز با برد ۱۰۰ کیلومتر است که در حال توسعه برای به‌کارگیری بر روی اف-۳۵ است این موشک از خط ارتباطی و رادار داخلی در سامانه هدایتی بهره می‌برد اف-۳۵، ۸ موشک اسپیر را در جایگاه داخلی حمل خواهد کرد.
- موشک ضد زره بریمستون: یک موشک با هدایت چند گانه برای هدف قرار دادن اهداف زرهی ساخته شده است. این موشک بیش از ۲۰ کیلومتر برد دارد. اف-۳۵، ۸ موشک بریمستون را در جایگاه‌های داخلی حمل می‌کند.[۱۰۲]

### موشک‌های ضد کشتی
- موشک کروز جی اس ام:

### سلاح اتمی
- اف ۳۵ قادر به حمل بمب هدایت ماهواره ای اتمی بی ۶۱ است.[نیازمند منبع]

## مشخصات جنگنده اف-۳۵ (مدل ای)

### مشخصات عمومی
خدمه:یک نفر
طول:۱۵٫۶ متر
طول بالها:۱۰٫۷ متر
ارتفاع:۴٫۳ متر
مساحت بال:۴۲٫۷ متر مربع
وزن خالی:۱۳٬۳۰۰ کیلوگرم
وزن با تسلیحات:۲۲٬۴۷۰ کیلوگرم
حداکثر وزن برخاست:۳۱٬۸۰۰ کیلوگرم

اف-35-A

پیشران:یک عدد موتور توربوفن Pratt & Whitney F-135 به همراه پس سوز
نیروی رانش:۲۸۰۰۰ پوند
نیروی رانش با پس سوز:۴۳۰۰۰ پوند
ظرفیت حمل سوخت مخازن داخلی:۸٬۳۸۲ کیلوگرم

### مشخصات فنی
حداکثر سرعت:۱٫۶ + ماخ(۱٬۹۳۰ کیلومتر بر ساعت)
برد:۲٬۲۰۰ (فقط مخازن داخلی سوخت)
شعاع عملیاتی:۱٬۰۹۰ کیلومتر (فقط مخازن داخلی سوخت)
حداکثر ارتفاع پروازی:۶۰٬۰۰۰ فوت(۱۸٬۲۸۸ متر)
نرخ صعود:محرمانه
ظرفیت حمل بال:۵۲۶ کیلوگرم بر متر مربع
رانش بر وزن:با مخازن پر سوخت ۰٫۸۷-با مخازن نیمه پر سوخت ۱٫۰۷
تحمل فشار g تا 9g

### تسلیحات
- یک عدد توپ چهار لول ۲۵ م. م نصب شده در داخل بدنه با نرخ ۱۸۰ تیر

محل‌های نصب سلاح: ۶ پایلون خارجی با قابلیت حمل ۱۵٬۰۰۰ پوند سلاح و دو محفظه داخلی حمل تسلیحات که قابلیت استفاده از سلاح‌های زیر را دارند.
موشک‌های هوا به هوا
- AIM-120 AMRAAM
- AIM-132 ASRAAM
- AIM-9X Sidewinder
- IRIS-T
- MBDA Meteor
- JDRADM

موشک‌های هوا به سطح
- AGM-154 JSOW
- AGM-158 JASSM
- Brimstone missile
- Joint Air-to-Ground Missile
- SOM

موشک ضد کشتی
- JSM

بمبهای
- Mark 84, Mark 83 and Mark 82 GP bombs
- Mk.20 Rockeye II cluster bomb
- Wind Corrected Munitions Dispenser capable
- Paveway-series laser-guided bombs
- Small Diameter Bomb (SDB)
- JDAM-series
- B61 بمب اتمی

### تجهیزات الکترونیکی
- Northrop Grumman Electronic Systems AN/APG-81 AESA radar
- Northrop Grumman Electronic Systems AN/AAQ-37 Distributed Aperture System (DAS) missile warning system
- BAE Systems AN/ASQ-239 (Barracuda) electronic warfare system
- Harris Corporation Multifunction Advanced Data Link (MADL)communication system[۲۱]

### تفاوت‌های در مدل‌های اف-۳۵
| مشخصات                                        | اف-۳۵ ای       | اف-۳۵ بی       | اف-۳۵ سی       |
| --------------------------------------------- | -------------- | -------------- | -------------- |
| طول                                           | ۱۵٫۷ متر       | ۱۵٫۶ متر       | ۱۵٫۷ متر       |
| طول بال‌ها                                     | ۱۰٫۷ متر       | ۱۰٫۷ متر       | ۱۳٫۱ متر       |
| مساحت بال                                     | ۴۲٫۷ متر       | ۴۲٫۷ متر       | ۶۲٫۱ متر       |
| وزن خالی                                      | ۱۳٬۱۹۹ کیلوگرم | ۱۴٬۷۰۰ کیلوگرم | ۱۵٬۸۰۰ کیلوگرم |
| سوخت داخلی                                    | ۸٬۳۹۰ کیلوگرم  | ۶٬۰۴۵ کیلوگرم  | ۸٬۹۰۰ کیلوگرم  |
| حداکثر وزن برخاست                             | ۳۱٬۸۰۰ کیلوگرم | ۲۷٬۳۰۰ کیلوگرم | ۳۱٬۸۰۰ کیلوگرم |
| برد                                           | ۲٬۲۲۰ کیلومتر  | ۱٬۶۷۰ کیلومتر  | ۲٬۵۲۰ کیلومتر  |
| شعاع عملیاتی با سوخت داخلی                    | ۱٬۰۹۰ کیلومتر  | ۸۴۵ کیلومتر    | ۱٬۱۳۵ کیلومتر  |
| رانش بروزن - مخزن سوخت پر - مخزن سوخت نیمه پر | - ۰٫۸۷ - ۱٫۰۷  | - ۰٫۹۰ - ۱٫۰۴  | - ۰٫۷۵ - ۰٫۹۱  |